# 2019冠狀病毒病澳門疫情各個國家或地區對澳門與澳門本土的入境限制
2019冠狀病毒病澳門疫情各個國家或地區對澳門與澳門本土的入境限制，介紹在2019冠狀病毒病疫情中，在各國家或地區對澳門和澳門本地對應疫情所作出的邊境入境措施之安排。

## 各個國家/地區對澳門的入境限制

### 2022年起各國家或地區實施的措施
| 國家或地區 | 措施                                      | 適用人群                                                                     | 疫苗接種要求  | 開始日期           | 結束日期         | 備注 |
| ---------- | ----------------------------------------- | ---------------------------------------------------------------------------- | ------------- | ------------------ | ---------------- | --- |
| 中国       | 經海上客運或珠澳口岸出境措施              | 澳門居民，中國內地、香港、台灣居民及居住澳門已獲核准入境中國內地條件的外國人 | 無            | 2022年6月19日      | 2022年8月3日18時 | 從澳門經珠澳口岸及海上客運到中國內地人員須持24小時內有效核酸檢測陰性結果證明和有效的「粵康碼」綠碼通關憑證通關 (接受嚴格自我健康管理人士除外) ，同時必須出示隔離酒店證明接受7天集中隔離加3天家居健康監測。 |
| 中国       | 經海上客運或珠澳口岸出境措施              | 澳門居民，中國內地、香港、台灣居民及居住澳門已獲核准入境中國內地條件的外國人 | 無            | 2022年8月3日18時   | 實施中           | 從澳門經海上客運（澳門內港至珠海灣仔、澳門至珠海九洲港航線除外）到中國內地人員須持24小時內有效核酸檢測陰性結果證明和有效的「粵康碼」綠碼通關憑證通關（接受嚴格自我健康管理人士除外）。 |
| 中国       | 經珠澳口岸出境措施                        | 澳門居民，中國內地、香港、台灣居民及居住澳門已獲核准入境中國內地條件的外國人 | 無            | 2022年11月16日15時 | 實施中           | 經珠澳口岸入境(珠海)人員須持24小時內核酸檢測陰性證明 |
| 中国       | 經空中客運出境措施                        | 澳門居民，中國內地、香港、台灣居民及居住澳門已獲核准入境中國內地條件的外國人 | 無            | 2022年9月21日      | 實施中           | 經澳門國際機場離境，擬前往之目的地如無更嚴格要求，只須持有包括採樣日的7天內核酸檢測陰性證明；若於澳門進行核酸檢測，出示之核酸檢測證明須為作通關用途者，以電子或紙本形式均可；由澳門乘飛機前往中國境內各城市，當地現時的核酸檢測陰性證明要求是由24小時內至7天內不等，一般須為紙本證明，建議出發前應預先向航空公司確認。 |
| 香港       | 3天家居醫學監測 (回港易 / 來港易人士除外) | 所有人                                                                       | 2022年9月21日 | 有                 | 實施中           | - 澳門離境要求 - 由澳門乘搭港珠澳大橋穿梭巴士（即金巴）前往香港，不再要求出示核酸檢測陰性證明；但若透過“來港易”或“回港易”計劃入境香港特別行政區，香港方面現時則要求持有採樣日後72小時內核酸檢測陰性證明。 - 香港入境主要要求 - 從中國內地、澳門和台灣入境的非香港居民，如過去14天曾到海外國家和地區，不淮入境。 - 從中國內地、澳門和台灣入境的非香港居民，如過去7天沒有到過海外國家及地區，方可入境，但需強制檢疫3天家居醫學監測。 - 回港易 - 香港居民容許從澳門回港後免除隔離。合資格的香港居民可於2020年11月18日起在香港政府的《回港易 - 在《若干到港人士強制檢疫規例》（第599C章）下香港居民從廣東省或澳門回港豁免檢疫計劃（页面存档备份，存于）》網頁預約，名額不限。 - 獲得豁免隔離名額的人士，須在入境香港時提供3天內作出的核酸檢測陰性結果證明 ，香港接受澳門6間檢測機構作出的檢測結果證明；如能透過澳門健康碼轉換到香港電子入境健康申報來出示有關證明，可毋須持紙質檢測結果報告。建議取得豁免名額的人士按照豁免日期預約及接受檢測。 - 澳門6間檢測機構是指澳門政府衛生局公共衛生化驗所、國檢(澳門)衛生檢測有限公司、鏡湖醫院、科大醫院、南粵檢測中心及普瑞莎。 - 來港易 - 本計劃旨在讓非香港居民，在入境香港當天或當天之前14天曾到過香港、廣東省或澳門以外的其他地區，可免除隔離。在《若干到港人士強制檢疫規例》（第599C章）下非香港居民從廣東省或澳門回港豁免檢疫計劃 （页面存档备份，存于）網頁預約，經港珠澳大橋香港口岸入境香港的每天名額1000人。 - 獲得豁免隔離名額的人士，須在入境香港時提供3天內作出的核酸檢測陰性結果證明 ，香港接受澳門4間檢測機構作出的檢測結果證明；如能透過澳門健康碼轉換到香港電子入境健康申報來出示有關證明，可毋須持紙質檢測結果報告。建議取得豁免名額的人士按照豁免日期預約及接受檢測。 - 澳門5間檢測機構是指澳門政府衛生局公共衛生化驗所、國檢(澳門)衛生檢測有限公司、鏡湖醫院、科大醫院、南粵檢測中心 - 疫苗通行證 2022年9月17日起，抵港人士獲發「臨時疫苗通行證」的疫苗接種要求將會劃一，12歲或以上人士須已完成疫苗接種，才符合要求以獲發「臨時疫苗通行證」。完成疫苗接種是指已按「就指明用途認可2019冠狀病毒病疫苗列表」（「列表」）相關指引完成接種「列表」所示的疫苗所需劑量，一般而言是指兩劑疫苗。至於曾感染2019冠狀病毒病的康復人士，他們則須已接種一劑疫苗，方可獲視為已完成接種。因健康原因而不適合接種、並持有相關醫生證明書的人士，或已接種一劑認可新冠疫苗並持疫苗接種紀錄，但在接種該劑疫苗後獲發醫生證明書，證明其因健康原因未能接種第二劑新冠疫苗的人士，亦符合獲發「臨時疫苗通行證」的要求。相關醫生證明書須以中文或英文列明有關人士不適合接種疫苗的健康原因。 |
| 臺灣、     | 3天居家檢疫+4天自主防疫                   | 所有人                                                                       | 2022年9月21日 | 無                 | 實施中           | 由澳門乘飛機前往台灣，因當地沒有對核酸檢測作出要求，故只須持有包括採樣日的7天內核酸檢測陰性證明即可。 |
| 新加坡     | 無需隔離                                  | 所有人                                                                       | 2022年9月21日 | 無                 | 實施中           | 由澳門乘飛機前往新加坡，因當地沒有對核酸檢測作出要求，故只須持有包括採樣日的7天內核酸檢測陰性證明即可。从8月21日零时起，解除对澳门地区的隔离限制。根据通报，限制解除后，旅客将无需进行居家隔离，入境核酸检测为阴性后，即可自由活动。 |

### 2020年至2021年
隨住疫情的發展，各個國家都修改中國、香港的入境措施。澳門雖然疫情十分輕微，但因為澳門多與香港一齊被視為中國的特別區域，而且與香港相比，比較不知名。故澳門多都被歸入針對中國或者針對香港的入境措施內。
| 國家或地區   | 開始時間          | 結束時間 | 措施 | 備注/引用                                                                                       |
| ------------ | ----------------- | --- | --- | ----------------------------------------------------------------------------------------------- |
| 臺灣         | 2020年2月10日     | | 港澳人士，除商務履約、跨國企業內部調動、已取得台灣居留證之配偶及未成年子女外，均暫緩來臺。所有獲准來臺者，一律均須進行居家檢疫十四天。 | [ 6 ] [ 7 ]                                                                                     |
| 臺灣         | 2020年3月24日     | 2020年4月7日 | 禁止旅客登機來台轉機 | [ 8 ]                                                                                           |
|              | 2020年2月12日     | 2020年3月31日 | 入境檢疫及追蹤： - 每名旅客都要提供各自手機號碼（夫婦或同行小童，要視乎官員決定） - 確保手機號碼能在韓國使用（香港漫遊號碼／在韓手機號碼） - 在韓地址（如酒店／民宿地址） - 下載韓國政府推出的「自我診斷手機應用程式」 | [ 9 ]                                                                                           |
| 2020年4月1日 |                   | - 所有入境人士隔離檢疫2星期，在當地沒有固定住所的外國人，要在臨時設施隔離； - 違反隔離規定的外國人將被驅逐出境或禁止入境。 | |                                                                                                 |
| 日本         | 2020年3月9日起    | | - 指定地點隔離十四日 - 停止免簽證入境 | [ 10 ] [ 11 ] [ 12 ]                                                                            |
| 泰國         | 2020年3月6日起    | | 自我隔離14天 | [ 13 ]                                                                                          |
| 義大利       | 2020年2月22日起   | | 自我隔離14天 | [ 14 ] [ 15 ] [ 16 ] [ 17 ]                                                                     |
| 香港         | 2020年3月25日起   | | - 從海外國家或地區乘坐飛機到香港的非香港居民不淮入境 - 從中國內地、澳門和台灣入境的非香港居民，如過去14天曾到海外國家和地區，不淮入境。 - 從中國內地、澳門和台灣入境的非香港居民，如過去14天沒有到過海外國家及地區，方可入境，但需強制檢疫14天。 |                                                                                                 |
| 香港         | 2020年11月23日    | 2021年8月4日 | 香港居民容許從澳門回港後免除隔離。合資格的香港居民可於11月18日起在香港政府的《回港易 - 在《若干到港人士強制檢疫規例》（第599C章）下香港居民從廣東省或澳門回港豁免檢疫計劃（页面存档备份，存于）》網頁預約，經港珠澳大橋香港口岸入境香港的每天名額2000人。 獲得豁免隔離名額的人士，須在入境香港時提供3天內作出的核酸檢測陰性結果證明 ，香港接受澳門4間檢測機構作出的檢測結果證明；如能透過澳門健康碼轉換到香港電子入境健康申報來出示有關證明，可毋須持紙質檢測結果報告。建議取得豁免名額的人士按照豁免日期預約及接受檢測。 | 澳門4間檢測機構是指澳門政府衛生局公共衛生化驗所、國檢(澳門)衛生檢測有限公司、鏡湖醫院、科大醫院 |
| 香港         | 2021年8月4日      | | 香港政府將澳門由8月4日起納入「回港易」計劃下的暫不適用風險地區名單。在抵港當天或之前14天曾逗留澳門或暫不適用風險地區名單上其他地區的人士，將不能透過「回港易」計劃回港。抵港後必須進行家居強制檢疫14天，另檢疫期間須在抵港第三天、第七天和第12天，以及完成檢疫後的抵港第16天和第19天接受強制檢測。因應已完成疫苗接種而調整強制檢疫期至七天的安排並不適用。 |                                                                                                 |
| 中国廣東省   | 2020年3月27日6時  | 2020年7月15日6時 | - 對所有經廣東口岸入境人員實行核酸檢測全覆蓋，並集中隔離醫學觀察14天，集中隔離食宿費用自理 - 對保障港澳正常生產生活的特定人員和承擔粵港澳急需物資運輸的跨境司機、船員等，暫不實施集中隔離醫學觀察，但全部實行核酸檢測 - 澳門政府在與廣東省政府進行溝通後，宣佈14日內無外國和香港、台灣地區旅居史，無發熱、乏力、乾咳、咽痛等症狀，保障港澳正常生產生活的特定人員，暫不實施集中醫學觀察，但全部需實行核酸檢測。 | [ 18 ] [ 19 ]                                                                                   |
| 中国廣東省   | 2020年4月2日6時起 | 兩地牌：2020年7月24日6時起                                                                                                 | 除貨車、應急公務車、殯葬車、橫琴和跨境工業區「單牌車」外，其它粵澳兩地牌、三地牌車輛暫不允許入境珠海 | [ 20 ]                                                                                          |
| 中国廣東省   | 2020年5月3日6時   | 2020年7月15日6時起 | 新增以下豁免隔離人士，但入境者並須出示有資質機構出具的 7天內核酸檢測陰性結果證明，或珠海、中山相關部門出具的7天內核酸檢測採樣證明︰ - 在珠海、中山市學校就讀的澳門籍學生 - 在珠海、中山市居住，在澳門學校就讀的學生 - 在珠海、中山市居住，在澳門學校工作的澳門籍教師及澳門籍職員 - 在澳門居住，在珠海、中山市學校工作的澳門籍教師及澳門籍職員 - 未滿18周歲學生的1名陪護家長 | [ 21 ]                                                                                          |
| 中国廣東省   | 2020年5月11日6時  | 2020年7月15日6時 | 擁有珠海市戶籍或持有珠海市居住證的內地輸澳勞務人員須出示珠澳兩地認可的、有資質機構出具的7天內核酸檢測陰性結果證明，並填寫出入境的健康申報，而且在入境前需要向中資職介所協會進行信息登記報備，納入暫不實施集中隔離名單。 |                                                                                                 |
| 中国廣東省   | 2020年6月11日     | 2020年6月16日起 | 珠海市將對部分本澳居民暫不實施集中醫學隔離安排，對象是沒有珠海居住證，有公務、商務或其他特殊情況的澳門居民。市民需預先可登入衛生局系統登記。審批時間為1至2天，當局收集資料後提前3至4天送交珠海，並預約合資格市民作核酸檢測，至少要提早1天，所以要求市民提早5天申請。 在6月14日起暫停申請。 |                                                                                                 |
| 中国廣東省   | 2020年6月16日起   | 2020年7月6日8時起 | 珠海市將對部分本澳居民暫不實施集中醫學隔離安排，對象是沒有珠海居住證，有公務或商務特殊需要或其他特殊情況的澳門居民，每天名額為1000個，有效期為7天。 獲豁免隔離的市民只能經港珠澳大橋口岸或橫琴口岸出入境，且進入珠海期間不能離開珠海，否則將被取消豁免隔離資格。 首1000名通過審批的市民會陸續收到短信，6月15日可到氹仔碼頭做核酸檢測，當日可出結果。 |                                                                                                 |
| 中国廣東省   | 2020年7月6日8時   | 2020年7月15日6時 | 珠海市將對部分本澳居民暫不實施集中醫學隔離安排，對象是沒有珠海居住證，有公務或商務特殊需要或其他特殊情況的澳門居民，每天名額為3000個，有效期為7天。 獲豁免隔離的市民只能經港珠澳大橋口岸或橫琴口岸出入境，且入境後不能離開粵港澳大灣區9市，否則將被取消豁免隔離資格。 |                                                                                                 |
| 中国廣東省   | 2020年7月15日6時  | 2020年7月29日6時 | 所有經粵澳口岸進入廣東省的入境人員不再實行集中隔離醫學觀察14天，但需實行核酸檢測。 新冠肺炎確診患者、疑似患者、密切接觸者和有發熱或呼吸道症狀者，來粵前14天內有外國或其他境外地區旅行史的人員除外。 入境後僅可在粵港澳大灣區9市範圍內活動，否則將被取消豁免隔離資格。 |                                                                                                 |
| 中国廣東省   | 2020年7月24日6時  | 2020年8月4日6時 | 粵澳兩地牌非公務車輛，每天開放700個入境車輛申請額度（有效期爲7天），經澳門特區政府審核、由珠海市確認後納入名單管理。採取通關車輛分流措施，獲批准車輛限於指定口岸出入境。 車輛只能從拱北、橫琴、港珠澳大橋三個口岸入境，以及車輛只能從橫琴、港珠澳大橋兩個口岸出境。 車輛入境後14天內限於粵港澳大灣區9市內行駛，14天後司機核酸檢測結果陰性可在廣東省內行駛，否則將被取消豁免隔離資格。。 |                                                                                                 |
| 中国廣東省   | 2020年7月29日6時  | 2020年8月12日0時 | 所有經粵澳口岸進入廣東省的入境人員不再實行集中隔離醫學觀察14天，但需實行核酸檢測。 新冠肺炎確診患者、疑似患者、密切接觸者和有發熱或呼吸道症狀者，來粵前14天內有外國或其他境外地區旅行史的人員除外。 入境後僅可在廣東省範圍內活動，否則將被取消豁免隔離資格。 |                                                                                                 |
| 中国廣東省   | 2020年8月4日6時   | 2020年8月26日6時 | 粵澳兩地牌非公務車輛，每天開放1400個入境車輛申請額度（有效期爲7天），經澳門特區政府審核、由珠海市確認後納入名單管理。採取通關車輛分流措施，獲批准車輛限於指定口岸出入境。 車輛只能從拱北、橫琴、港珠澳大橋三個口岸入境，以及車輛只能從橫琴、港珠澳大橋兩個口岸出境。 車輛入境後14天內限於廣東省內行駛，否則將被取消豁免隔離資格。。 |                                                                                                 |
| 中国廣東省   | 2020年8月12日0時  | | 所有經粵澳口岸進入內地全境的入境人員不再實行集中隔離醫學觀察14天，但需實行核酸檢測。 各地海關僅對口岸檢疫發現的新冠肺炎確診患者、疑似患者、密切接觸者、有發熱或呼吸道症狀者進行採樣檢測並採取相應措施，對於其他人員不再進行採樣檢測。 恢復辦理珠海市居民（含居住證持有人）赴澳門旅遊簽注（含個人遊、團隊遊）。 當澳門疫情反彈，風險等級調整為中高級別時，中止實施上述措施，恢復執行入境內地人員原則上一律集中隔離醫學觀察14天有關措施，直至澳門疫情風險等級評估為低風險。                                                 |                                                                                                 |
| 中国廣東省   | 2020年8月21日     | | 所有經廣東省公安廳批准具備通行珠澳跨境工業區專用口岸資格的粵澳兩地牌車輛恢復通行珠澳跨境工業區專用口岸。 |                                                                                                 |
| 中国廣東省   | 2020年8月26日6時  | | 橫琴口岸澳門口岸區、港珠澳大橋口岸恢復粵澳兩地牌車輛通行。 關閘口岸採取粵澳兩地牌車輛單雙號限行分流措施，按內地車牌號牌最後一位阿拉伯數字（尾數為字母的，按字母前最後一位數字為準）實行單號單日行駛、雙號雙日行駛限行措施（單號為1、3、5、7、9，雙號為2、4、6、8、0）。粵澳兩地牌大型客車不能通行關閘口岸入出境。 |                                                                                                 |
| 中国廣東省   | 2021年6月8日10時  | 2021年7月10日0時 | 所有往返廣東與澳門的人士，須持有48小時內作出的核酸檢測陰性報告。 |                                                                                                 |
| 中国廣東省   | 2021年8月10日6時  | 2021年8月25日0時 | 所有往返廣東與澳門的人士，須持有48小時內作出的核酸檢測陰性報告。 |                                                                                                 |
| 中国廣東省   | 2021年8月3日20時  | 2021年8月4日6時 | 所有經珠澳口岸往返的人士，須持有24小時內作出的核酸檢測陰性報告。自2021年7月31日21時至8月7日21時從澳門入境珠海且不再返回澳門的人士，須進行“三天兩檢”核酸檢測。 |                                                                                                 |
| 中国廣東省   | 2021年8月4日6時   | 2021年8月10日6時 | 所有經珠澳口岸往返的人士，須持有12小時內作出的核酸檢測陰性報告。 |                                                                                                 |
| 中国廣東省   | 2021年8月4日      | | 所有澳門紅黃碼區以內人士入境珠海須集中隔離14天，並在第1、3、7和14天進行核酸檢測。至於澳門紅黃碼區以外人士入境珠海且不離開珠海的人士須“三天两检”和14天居家健康监测，即日來回珠澳的人士不受影響。 |                                                                                                 |
| 印度尼西亞   | 2020年3月31日     | | 禁止所有外國人入境或過境 |                                                                                                 |

## 珠澳口岸限次通行措施
2022年8月初，因應有珠澳跨境人員入境珠海後核酸檢測陽性感染，珠海市疫情防控指挥部8月7日发布通告，自2022年8月9日零时起，对珠澳口岸实施限次通行临时措施。根据珠海当前疫情形势变化，经与澳门方协商，现就所有珠澳口岸通关场所实施限次措施通告如下：自2022年8月9日零时起，珠澳通关人员每日（当日零时-24时）限进、出所有珠澳口岸通关场所总计往返1次。粤澳跨境货车司机、跨境学童及陪护家长（仅限1名）、紧急公务人员和危重症医疗救治人员、殡仪馆接送人员实行名单管理，不限进出次数、不限通关口岸。上述名单以外的旅客通关往返超过1次，须按程序审批并指定经横琴口岸通关。上述措施暂定1个月至2022年9月8日24时，后续将根据疫情发展形势动态调整。所有单位和个人须严格遵守上述防疫政策，违反规定造成疫情传播的将依法追究相关法律责任。
2022年9月8日，限次通行措施暫定再延長一個月，從2022年9月9日凌晨零時至10月8日晚上12時。10月8日，限次通行措施暫定再延長至10月31日晚上12時。2022年10月29日，限次通行措施由2022年11月1日起再延長三個月，即從2022年11月1日零時至2023年1月31日24時。
| 珠澳口岸通關場所限次通行措施（2022年11月1日起）                    |                                                         |
| 實施口岸                                                           | 限制次數                                                |
| 拱北口岸、青茂口岸、灣仔口岸                                       | 限制總計往返1次                                         |
| 橫琴口岸、港珠澳大橋口岸珠澳通道                                   | 通關不限次數                                            |
| 通關對象                                                           | 通關要求                                                |
| 跨境學童及陪護家長（僅限1名）                                      | 實行名單管理，每日限進出拱北口岸、青茂口岸總計往返2次。 |
| 粵澳跨境貨車司機、緊急公務人員和危重症醫療救治人員、殯儀館接送人員 | 實行名單管理，按原規定的口岸通關，不限進出次數          |
| 旅行團體                                                           | 從橫琴口岸、港珠澳大橋口岸珠澳通道進出                  |

### 珠澳口岸出入境核酸檢測證明要求
2022年10月30日18時起，所有經珠澳口岸入境、出境人員均須持24小時內核酸檢測陰性證明。該措施暫定5天。如疫情穏定，從11月5日零時起，出境人員恢復持48小時內核酸檢測陰性證明通關。至於其他疫情防控措施保持不變。
2022年11月16日下午3時起，因應疫情變化，所有經珠澳口岸入境、出境人員須持有24 小時內核酸檢測陰性證明。該措施已多次延長。珠澳口岸其他疫情防控措施保持不變。
根據當前疫情形勢，經珠澳聯防聯控機制協商一致，自2022年12月20日零時至12月31日24時，所有經珠澳口岸入境、出境人員調整為須持72小時內核酸檢測陰性證明通關。珠澳口岸其他疫情防控措施保持不變。
2023年1月8日起，如7天內無海外或其他境外旅居史，自澳門入境無需憑核檢陰性結果，而由澳康碼或粵康碼轉碼生成通關憑證的健康申報模式將隨時可能下線，呼籲旅客優先選擇掃描 “海關旅客指尖服務” 二維碼申報。拱北邊檢稱，珠澳口岸入境務必在健康申報“是否自澳門入境”項勾選“是”，且無需填寫入境前 48小時核檢結果；並呼籲旅客務必在到達口岸前完成申報並截圖保存，快速通關。但從香港或中國以外地區入境人士仍需持有48小時內有效核酸檢測陰性證明。

### 調整由廣東省入境澳門核檢證明要求（已取消）
新型冠狀病毒感染應變協調中心宣佈，經考慮本地的實際需要及評估相關地區疫情風險後，衛生局根據傳染病防治法第十條第二款第（二）項及第166/2022號行政長官批示第一款的規定作出第544/A/SS/2022號公告、549/A/SS/2022號公告及終止第296/A/SS/2022號公告。自2022年11月5日凌晨零時起，由廣東省入境澳門特別行政區的人士，核酸檢測陰性證明要求如下：
| 身份和年齡                                   | 身份和年齡       | 2019冠狀病毒病疫苗接種情況                  | 入境途徑和核酸陰性證明要求 | 入境途徑和核酸陰性證明要求    |
| 身份和年齡                                   | 身份和年齡       | 2019冠狀病毒病疫苗接種情況                  | 由廣東省或經廣東省入境     | 直接由廣東省以外入境          |
| 身份和年齡                                   | 身份和年齡       | 2019冠狀病毒病疫苗接種情況                  | [ 註 2 ]                   | [ 註 2 ]                      |
| -------------------------------------------- | ---------------- | ------------------------------------------- | -------------------------- | ----------------------------- |
| 澳門居民                                     | => 5歲           | 已接種至少1劑，或持有暫不適合接種的醫生證明 | 採樣日後24小時內           | 採樣日後7天內（維持現有措施） |
| 澳門居民                                     | => 5歲           | 從未接種且不持有暫不適合接種的醫生證明      | 採樣日後24小時內           | 採樣日後7天內（維持現有措施） |
| 澳門居民                                     | <5歲             | 不論是否己接種                              | 採樣日後24小時內           | 採樣日後7天內（維持現有措施） |
| 外地僱員                                     | 外地僱員         | 已接種至少1劑，或持有暫不適合接種的醫生證明 | 採樣日後24小時內           | 採樣日後7天內（維持現有措施） |
| 外地僱員                                     | 外地僱員         | 從未接種且不持有暫不適合接種的醫生證明      | 採樣日後24小時內           | 採樣日後7天內（維持現有措施） |
| 持“逗留的特別許可”或“特別逗留證”的非澳門居民 | => 5歲           | 已接種至少1劑，或持有暫不適合接種的醫生證明 | 採樣日後48小時內           | 採樣日後7天內（維持現有措施） |
| 持“逗留的特別許可”或“特別逗留證”的非澳門居民 | => 5歲           | 從未接種且不持有暫不適合接種的醫生證明      | 採樣日後24小時內           | 採樣日後7天內（維持現有措施） |
| 持“逗留的特別許可”或“特別逗留證”的非澳門居民 | <5歲             | 不論是否己接種                              | 採樣日後48小時內           | 採樣日後7天內（維持現有措施） |
| 其他的非澳門居民                             | 其他的非澳門居民 | 不論是否已接種                              | 採樣日後48小時內           | 採樣日後7天內（維持現有措施） |

### “落地檢”人士未有結果不能出入珠澳口岸通關場所（已取消）
11月25日，珠海市疫情防控指挥部发布通告，要求所有人员在珠澳两地核酸“落地检”阴性结果未出前，不能出入珠澳口岸通关场所。通告指根据当前疫情形势变化，经珠澳联防联控机制协商一致，现就进一步加强珠澳口岸通关场所疫情防控措施通告如下：所有人员在珠澳两地核酸“落地检”阴性结果未出前，不能出入珠澳口岸通关场所。原有珠澳口岸疫情防控措施保持不变。本通告自发布之日起执行，后续根据疫情形势动态调整。
澳門新型冠狀病毒感染應變協調中心亦宣佈，即日起所有已在澳門國際機場和氹仔客運碼頭、外港客運碼頭入境時接受“落地”核酸檢測的人士，在未有陰性結果前，不得經澳門進入中國大陸。上述“落地”核酸檢測結果顯示在澳門健康碼下方（註明：“非通關用”）。應變協調中心解釋“落地檢”禁出入珠澳口岸措施，指相關措施中珠海的“落地檢”是指由中國境內其他地方進入珠海市所接受的核酸檢測。而對於由澳門進入珠海市的人士，只須持有符合要求的核酸檢測陰性證明，不需要再立即接受核酸檢測。

## 澳門本土入境措施

### 曾到中國境內中、高風險地區防疫措施 (2020年至2021年)
2020年1月27日起，澳門政府首先推出沒有出示由合法醫療機構發出的證明無感染新型冠狀病毒的醫生證明書者的湖北省居民和十四日內曾到過湖北省的旅客拒絕入境。
2020年2月20日起，政府再推出來自中國高發地區的旅客入境澳門時，將會送往醫學檢查站進行6-8小時醫學檢查，會因疫情擴展至全球多地，入境醫學檢查措施擴展至全球多國。
2020年3月17日凌晨0時起，入境前14天內曾經到過中國（中國內地、香港、澳門、台灣）以外的國家和地區的入境人士，需要送往指定地點接受14天醫學觀察，地點由衛生局決定，若衛生局判定入境人士來自疫情高風險地區，須到指定酒店或路環高頂公共衛生臨床中心接受14天醫學隔離；若為不太高風險地區，則需接受14天家居醫學隔離。
2020年4月15日起，考慮到外國較多地方有疫情，為確保機組人員的健康及安全，要求航空公司禁止三種情況人士登機，相關措施是通過對方航空公司進行，目的是減少疾病在飛機上傳染到機組人員，甚至把病毒帶回澳門︰
- 入境人士是否符合澳門入境政策，因外籍人士不可入境，故不應允許他們登機；
- 要求入境人士出示7天內檢酸檢測為陰性的檢測報告才可上機；
- 要求航空公司為入境人士登機前進行體溫監測，發燒者不允許登機。[34]

2020年4月16日起，由於一名身在台灣的澳門居民希望回來奔喪，卻索取不到當地的檢測報告，政府考慮到個案的特殊情況，對於在臺灣居民無法接受核酸檢測，政府將豁免有關居民在臺灣的核酸檢測，並協助在返程中及航機上作出特別的個人防護措施，有關居民返回澳門後須立即接受核酸檢測及14日的指定地點醫學觀察。
2020年4月29日0時起返回澳門的漁民，需要在漁船上或到指定酒店醫學觀察隔離 14天，已返回澳門的漁民將安排作核酸測試。
2020年5月11日，所有由內地入境澳門的人士，均須持有7日內病毒核酸檢測證明，有關證明可以以澳門健康碼或粵康碼顯示；若未能出示上述核酸證明者，澳門居民須即時接受核酸檢測，非澳門居民可被拒入境。
2020年7月13日中午12時起，所有乘搭港珠澳大橋穿梭巴士入境本澳的乘客須出示核酸檢測陰性證明。同日下午6時起，所有由香港經港珠澳大橋入境澳門的人士須出示核酸檢測陰性證明，並進行14日醫學觀察。
2020年7月14日上午6時起，所有由澳門出發客船和飛機的乘客必須出示7日內的新型冠狀病毒核酸檢測陰性證明，證明可透過澳門健康碼為之。
2020年7月27日起，將新疆及遼寧省列為中風險地區，入境前14天內曾去過該兩省的人士，健康碼會顯示為黃色，入境時，口岸人員會對其作個別的健康評估，了解其健康狀況，有沒有接觸過確診患者，不排除送院作進一步的醫學檢查及核酸檢測。另外，現時往來香港澳門不多於 30人的貨船工作人員可獲豁免隔離，衛生局對相關豁免亦有嚴格要求，相關人員是即日往返香港及澳門，不能在香港登岸，船上貨物依靠機械吊上碼頭和貨船，不允許其他人士登船；返回澳門時，則要提交核酸檢測報告和健康碼，且相關人員要維持每7日檢測一次核酸。就目前的評估，相信相關措施仍會維持。
2020年8月4日6時起，將新疆烏魯木齊和遼寧大連列為高風險地區，入境前14天內曾去過該兩個地區的人士，須進行14日醫學觀察。所有由香港入境澳門的人士須出示72小時內的核酸檢測陰性證明，並進行14日醫學觀察。往返澳門和香港貨船上所有登岸澳門的船員採取閉環管理，當登岸澳門後會由專車直接安排到指定酒店休息，需要上船時再由專車送到碼頭。
2020年8月7日6時起，所有由香港入境澳門的人士須出示24小時內的核酸檢測陰性證明，並進行14日醫學觀察。
2020年8月20日起，取消入境前14天內曾去過遼寧大連的人士須進行14日醫學觀察的措施。
2020年8月21日6時起，將廣東汕尾陸豐南塘鎮列為中風險地區，入境前14天內曾去過該地區的人士，須進行14日醫學觀察。
2020年8月31日0時起，取消入境前14天內曾去過廣東汕尾陸豐南塘鎮的人士須進行14日醫學觀察的措施。
2020年8月29日起，港澳貨船員由香港碼頭返澳後豁免隔離醫學觀察，但須滿足每7天接受一次核酸檢測、健康碼為綠碼，及在香港碼頭不登岸及不接觸當地人士等條件。
2020年9月4日0時起，取消入境前14天內曾去過新疆烏魯木齊的人士須進行14日醫學觀察的措施。
2020年10月13日0時起，入境前14天內曾去過山東省青島市的人士，須進行14日醫學觀察。
2020年10月26日12時起，入境前14天內曾去過新疆維吾爾自治區喀什地區的人士，須進行14日醫學觀察。
2020年10月29日12時起，取消入境前14天內曾去過山東省青島市的人士須進行14日醫學觀察的措施，但相關入境人士健康碼轉為黃色，須接受自我健康管理。
2020年11月2日12時起，入境前14天內曾去過新疆維吾爾自治區克孜勒蘇柯爾克孜自治州的人士，須進行14日醫學觀察。
2020年11月9日0時起，取消入境前14天內曾去過山東省青島市的人士健康碼轉為黃色的措施。
2020年11月10日12時起，入境前14天內曾去過上海市浦東新區祝橋鎮及天津市濱海新區漢沽街、中心漁港冷鏈物流區的人士須接受14天醫學觀察。經浦東機場，或乘車途經祝橋鎮前往上海浦東機場來澳的人士，只要沒有在祝橋鎮進行活動，亦不視為曾去過祝橋鎮，來澳後健康碼仍為綠色，不需接受14日醫學觀察。
2020年12月1日0時起，入境前入境前14天內曾經到過外國的中國內地、香港以及台灣居民，及外國人可向衛生局局長申請豁免因防控新型冠狀病毒需要而作出的入境限制。
2020年11月20日0時起，入境前14天內曾去過天津市濱海新區東疆港區的人士，須進行14日醫學觀察。
2020年11月22日0時起，入境前14天內曾去過上海市浦東新區周浦鎮的人士，須進行14日醫學觀察。
2020年11月23日0時起，入境前14天內曾去過內蒙古自治區呼倫貝爾市滿洲里市的人士，須進行14日醫學觀察。同日12時起，14天內曾去過上海市浦東新區張江鎮的人士，須進行14日醫學觀察。
2020年11月25日0時起，取消入境前14天內曾去過新疆維吾爾自治區喀什地區和克孜勒蘇柯爾克孜自治州的人士須進行14日醫學觀察的措施。'
2020年12月5日18時起，入境前14天內曾去過內蒙古自治區呼倫貝爾市扎賚諾爾區的人士，須進行14日醫學觀察。
2020年12月8日6時起，14天內曾去過四川省成都市郫都區郫筒鎮（郫筒街道）的人士，須進行14日醫學觀察。
2020年12月9日12時起，入境前14天內曾去過四川省成都市成華區跳蹬河街道的人士，須進行14日醫學觀察。同日21時起，四川省成都市郫都區唐昌鎮的人士，須進行14日醫學觀察。
2020年12月11日12時起，入境前14天內曾去過黑龍江省牡丹江市東寧市東寧鎮或綏芬河市綏芬河鎮的人士，須進行14日醫學觀察。同日18時起，取消入境前14天內曾去過天津市濱海新區之漢沽街、東疆港區、中心漁港冷鏈物流區的人士，須進行14日醫學觀察的措施。
2020年12月12日15時起，入境前14天內曾去過四川省成都市郫都區犀浦鎮（犀浦街道）的人士，須進行14日醫學觀察。
2020年12月13日6時起，入境前14天內曾去過新疆維吾爾自治區吐魯番市高昌區的人士，須進行14日醫學觀察。
2020年12月14日0時起，入境前14天內曾去過黑龍江省牡丹江市綏芬河市的人士，須進行14日醫學觀察。
2020年12月16日18時起，取消入境前14天內曾去過上海市浦東新區祝橋鎮、周浦鎮、張江鎮的人士須進行14日醫學觀察的措施。
2020年12月20日0時起，入境前14天內曾去過北京市朝陽區酒仙橋街道大山子社區或遼寧省大連市金州區先進街道的人士，須進行14日醫學觀察
2020年12月21日22時起，入境前21日內曾去過香港和外國的人士，須進行21日醫學觀察，正於指定地點隔離人士的醫學觀察隔離日數由14日增加至21日。14天內曾去過中國內地的中風險地區和台灣的人士，維持14日醫學觀察。當天22時前曾去過香港和外國，而且在澳門或中國內地完成14日醫學觀察的人士需接受7天自我健康管理，同時澳門健康碼轉為黃碼，直至在澳門或中國內地入境後第21天且第20天的新冠病毒檢測結果為陰性為止，期間出入境時需持有48小時內作出的核酸陰性檢測報告。
2020年12月23日0時起，入境前21日內曾去過外國的中國內地、香港以及台灣居民禁止入境澳門，能證明其進入澳門符合澳門特區的公共利益，尤其是防治疾病、緊急救援，以及維持澳門特別行政區正常運作或居民基本生活所需的例外情況的人士，可向衛生局局長申請豁免因防控新型冠狀病毒需要而作出的入境限制。外國人入境前21天內在中國內地逗留，且屬家庭團聚或其他與澳門特別行政區有密切聯繫的例外情況，可向衛生局局長申請豁免因防控新型冠狀病毒需要而作出的入境限制。
2020年12月24日0時起，入境前14天內曾去過遼寧省大連市金州區光中街道的人士，須進行14日醫學觀察。同日18時起，入境前14天內曾去過遼寧省瀋陽市于洪區北陵街道或華潤橡樹灣的人士，須進行14日醫學觀察。
2020年12月27日12時起，入境前14天內曾去過北京市順義區之南法信鎮、高麗營鎮或勝利街道的人士，須進行14日醫學觀察。
2020年12月28日零時起，入境前14天內曾去過遼寧省大連巿金州區（金普新區）之擁政街道、友誼街道或站前街道的人士，須進行14日醫學觀察。
2020年12月28日18時起，取消入境前14天內曾去過內蒙古自治區呼倫貝爾市之滿洲里市的人士須進行14日醫學觀察的措施。
2020年12月30日6時起，入境前14天內曾去過遼寧省瀋陽市皇姑區之基業百花園、化工小區或于洪區之中海城的人士，須進行14日醫學觀察。
2020年12月31日12時起，入境前14天內曾去過黑龍江省黑河市愛輝區的人士，須進行14日醫學觀察。
2021年1月1日20時起，入境前14天內曾去過遼寧省大連市的沙河口區星海灣街道星海公園社區或甘井子區的凌水街道大有恬園社區的人士，須進行14日醫學觀察。同一時間，取消入境前14天內曾去過四川省成都市部份地方及內蒙古自治區呼倫貝爾市的人士須進行14日醫學觀察的措施。
2021年1月2日6時起，入境前14天內曾去過北京市順義區南彩鎮、遼寧省瀋陽市的鐵西區北二東路沈鐵興工佳園小區或皇姑區的明廉街道的人士，須進行14日醫學觀察。
2021年1月3日9時起，入境前14天內曾去過北京市順義區的仁和鎮或遼寧省大連市的人士，須進行14日醫學觀察。
2021年1月4日18時起，取消入境前14天內曾去過黑龍江省牡丹江市之東寧市東寧鎮、綏芬河市或新疆吐魯番市高昌區的人士須進行14日醫學觀察的措施。
2021年1月5日6時起，入境前14天內曾去過遼寧省瀋陽市的人士，須進行14日醫學觀察。同日12時起，入境前14天內曾去過河北省石家莊市藁城區增村鎮、邢台市之南宮市鳳崗街道的人士，須進行14日醫學觀察。
2021年1月6日9時起，入境前14天內曾去過河北省石家莊市的人士，須進行14日醫學觀察。
2021年1月9日12時起，入境前14天內曾去過河北省邢台市之南宮市的人士，須進行14日醫學觀察。
2021年1月12日12時起，入境前14天內曾去過黑龍江省綏化市，或北京巿順義區的北石槽鎮或趙全營鎮的人士，須進行14日醫學觀察。
2021年1月13日0時起，入境前14天內曾去過河北省廊坊市固安縣的人士，須進行14日醫學觀察。
2021年1月14日0時起，入境前14天內曾去過黑龍江省齊齊哈爾市昂昂溪區的人士，須進行14日醫學觀察。
2021年1月16日0時起，入境前14天內曾去過黑龍江省哈爾濱市香坊區的人士，須進行14日醫學觀察。
2021年1月18日0時，入境前14天內曾去過吉林省通化市或長春市的公主嶺市范家屯鎮的人士，須進行14日醫學觀察。
2021年1月19日0時起，入境前14天內曾去過河北省邢台市隆堯縣，或黑龍江省大慶市龍鳳區的人士，須進行14日醫學觀察。同日12時起，入境前14天內曾去過吉林省長春市二道區或綠園區，或北京市大興區天宮院街道的人士，須進行14日醫學觀察。
2021年1月21日0時，曾接受14天醫學觀察人士需額外進行14天自我健康管理，另曾接受21天醫學觀察人士需額外進行7天自我健康管理。
2021年1月22日0時起，入境前14天內曾去過上海市黃浦區昭通路居民區，或吉林省松原市松原經濟技術開發區的人士，須進行14日醫學觀察。
2021年1月23日12時起，入境前14天內曾去過龍江省哈爾濱市的道里區、利民開發區或呼蘭區的人士，須進行14日醫學觀察。
2021年1月24日0時起，入境前14天內曾去過上海市黃浦區外灘街道轄區或寶山區友誼路街道轄區的人士，須進行14日醫學觀察。
2021年1月25日0時起，入境前14天內曾去過上海市黃浦區南京東路街道轄區或吉林省松原市寧江區的人士，須進行14日醫學觀察。
2021年1月28日0時起，入境前14天內曾去過黑龍江省哈爾濱市道外區的人士，須進行14日醫學觀察。
2021年1月29日0時起，入境前14天內曾去過河北省保定市的定州市西城區龐白土新民居北區的人士，須進行14日醫學觀察。同時取消在入境前14天內曾經到北京市朝陽區酒仙橋街道大山子社區，北京市順義區仁和鎮、南彩鎮、南法信鎮、高麗營鎮和勝利街道，遼寧省瀋陽市全市及黑龍江省黑河市愛輝區的人士須進行14日醫學觀察的措施。
2021年1月31日0時起，入境前14天內曾去過黑龍江省哈爾濱市南崗區的人士，須進行14日醫學觀察。
2021年2月3日0時起，取消入境前14天內曾經到遼寧省大連市的人士須進行14日醫學觀察的措施。
2021年2月6日0時起，入境前14天內曾去過上海市浦東新區高東鎮的人士，須進行14日醫學觀察。
2021年2月9日0時起，取消入境前14天內曾經到北京市順義區北石槽鎮或趙全營鎮、吉林省長春市二道區或綠園區、河北省廊坊市固安縣及黑龍江省大慶市龍鳳區的人士，須進行14日醫學觀察的措施。
2021年2月11日0時起，取消入境前14天內曾經到吉林省松原市寧江區或松原經濟技術開發區、河北省邢台市隆堯縣的人士，須進行14日醫學觀察的措施。
2021年2月15日0時起，取消入境前14天內曾經到上海市黃浦區外灘街道轄區(包括昭通路居民區)、南京東路街道轄區（包括貴西小區和中福世福匯大酒店）、寶山區友誼路街道轄區或黑龍江省齊齊哈爾市昂昂溪區的人士，須進行14日醫學觀察的措施。
2021年2月17日12時起，取消入境前14天內曾經到北京市大興區天宮院街道；河北省邢台市之南宮市、保定市定州市西城區龐白土新民居北區；黑龍江省哈爾濱市香坊區、道裡區、道外區及南崗區；吉林省長春市的公主嶺市范家屯鎮的人士，須進行14日醫學觀察的措施。
2021年2月19日0時起，取消入境前14天內曾經到黑龍江省哈爾濱市利民開發區或呼蘭區的人士，須進行14日醫學觀察的措施。
2021年2月20日0時起，取消入境前14天內曾經到上海市浦東新區高東鎮的人士，須進行14日醫學觀察的措施。
2021年2月22日0時起，取消入境前14天內曾經到吉林省通化市的人士，須進行14日醫學觀察的措施。
2021年2月23日0時起，取消入境前14天內曾經到河北省石家莊市全市、黑龍江省綏化市的人士，須進行14日醫學觀察的措施。
2021年3月14日0時起，入境前14天內曾經到台灣而須進行14日醫學觀察的人士，無須再接受14天自我健康管理。
2021年3月16日0時起，入境前21天未曾到過中國內地或澳門以外的地方，以及持有中國外交部駐澳特派員公署發出的赴內地簽證，由澳門前往中國內地後在該簽證有效期內返回的外國人，方可入境。
2021年3月21日下午起， 澳門衛生局接獲珠海市衛健局通報後，將1名曾在西安市第 8醫院逗留、被中國大陸列為重點監測人員，在3月20日入境本澳的 52歲中國大陸男子，在3月22日凌晨送往公共衛生臨床中心作14天醫學觀察。
2021年4月2日12時起，入境前14天內曾去過雲南省德宏傣族景頗族自治州瑞麗市的人士，須進行14日醫學觀察。
2021年4月19日0時起，入境前28天內曾去過印度、巴基斯坦和菲律賓的人士，須進行28日醫學觀察，無須再接受7天自我健康管理。
2021年4月26日0時起，入境前28天內曾去過尼泊爾或巴西的人士，須進行28日醫學觀察，完成後無須再接受7天自我健康管理。
2021年5月5日0時起，入境前21天未曾到過中國內地或澳門以外的地方，而且屬於家庭團聚或其他與澳門有密切聯繫的例外情況，經衛生局作出事先批准的外國人，方可入境。同日12時起，取消入境前14天內曾去過雲南省德宏傣族景頗族自治州瑞麗市的人士，須進行14日醫學觀察。
2021年5月14日0時起，入境前14天內曾經到台灣而須進行14日醫學觀察的人士，再接受14天自我健康管理，在台灣登機前往澳門時須持有72小時內的核酸陰性結果證明。同日21時起，入境前14天內曾經到安徽省六安市金安區或裕安區的人士，須進行14日醫學觀察。
2021年5月15日6時起，入境前14天內曾經到安徽省合肥市肥西縣上派鎮或遼寧省營口巿陳屯鎮或熊岳鎮的人士，須進行14日醫學觀察。
2021年5月16日0時起，入境前21天內曾經到台灣的人士，須進行21日醫學觀察。同日21時起，入境前14天內曾經到遼寧省沈陽市和平區藝園小區的人士，須進行14日醫學觀察。
2021年5月18日起，若正在醫學觀察的海外回澳人士的血清抗體檢測呈陽性，考慮為既往感染者，由於存在復陽風險，將延長有關人士的醫學觀察時間，由原本的21天延長至28天，若有關人士是從印度、巴基斯坦、菲律賓、尼泊爾和巴西回澳，觀察期將由原本的28天延長至35天。
2021年5月19日21時起，入境前14天內曾經到遼寧省營口市鮁魚圈區紅海社區的人士，須進行14日醫學觀察。
2021年5月20日6時起，入境前14天內曾經到遼寧省瀋陽市和平區順天小區，于洪區：陽光100國際新城、碧桂園銀河城的人士須進行14日醫學觀察。
2021年5月22日14時起，入境前14天內曾經到廣東省廣州市荔灣區龍津街道錦龍社區的人士，須進行14日醫學觀察。
2021年5月26日21時起，入境前14天內曾經到廣東省深圳市龍崗區園山街道的西坑社區、安良八村，鹽田區沙頭角街道橋東新村、沙崗圩、東海麗景花園、鹽田港的人士，須進行14日醫學觀察。
2021年5月27日6時起，入境前14天內曾經到廣東省廣州市荔灣區鶴園小區的人士，須進行14日醫學觀察。
2021年5月28日0時起，入境前14天內曾經到廣東省深圳市龍崗區園山街道安良社區的人士，須進行14日醫學觀察。
2021年5月29日起，入境前14天內曾經到以下廣東省指定地區的人士，須進行14日醫學觀察：
- 0時起：廣州市海珠區瑞寶街道南洲名苑小區、荔灣區白鶴洞街道鶴平社區；佛山市禪城區石灣鎮湖景社區的
- 12時起：廣州市荔灣區白鶴洞街道、中南街道、東漖街道、衝口街道
- 21時起：廣州市荔灣區海龍街道；佛山市南海區桂城街道華福御水岸小區

2021年6月1日0時起，入境前14天內曾經到廣東省廣州市海珠區水榕路中海橡園國際小區，番禺區洛浦街南浦環島西路南浦小區；深圳市鹽田區鹽田街道東海社區；茂名市電白區那霍鎮馬路舊屋村人士，須進行14日醫學觀察。同時取消入境前14天內曾經到安徽省合肥市肥西縣上派鎮，六安市金安區；遼寧省營口市陳屯鎮、熊岳鎮或鮁魚區紅海社區，沈陽市和平區藝園小區或順天小區，於洪區陽光100國際新城或碧桂園銀河城的人士須進行14日醫學觀察的措施：
2021年6月5日0時起，入境前14天內曾經到廣東省廣州市番禺區洛浦街錦繡半島社區的人士，須進行14日醫學觀察。同時入境前28天內曾到過巴西、印度、尼泊爾、巴基斯坦或菲律賓的人士，須在前來澳門的直航班機或聯程航班第一程班機登機前出示新冠病毒7日內每次間相隔至少24小時的三次核酸檢測陰性證明，以及一次血清IgM抗體檢測陰性證明或新冠病毒疫苗接種憑證。有關證明須為中國駐當地使領館認可的檢測機構所發出，且核酸檢測陰性證明須為每次採樣相隔至少24小時且最後一次為登機前72小時內作出。
2021年6月6日0時起，入境前14天內曾經到廣東省佛山市盈康包裝有限公司宿舍或南海區桂城街道萬科金域名都小區的人士，須進行14日醫學觀察。同日18時起，入境前14天內曾經到以下廣東省荔灣區、海珠區、越秀區、番禺區、南沙區，或佛山市南海區、禪城區的人士，須進行14日醫學觀察。廣州南站位於番禺區內，若從其他地方乘高鐵途經廣州南站但沒有出站者不視為去過番禺區，不必申報去過番禺，不需接受14天醫學觀察。
2021年6月8日10時起，所有往返廣東與澳門的人士，須持有48小時內作出的核酸檢測陰性報告。同日21時起，入境前14天內曾經到廣東省湛江市吳川市覃巴鎮下榕村的人士，須進行14日醫學觀察，並取消入境前14天內曾經到過安徽省六安市裕安區的人士須接受14天醫學觀察的措施。
2021年6月11日0時起，入境前21天曾到台灣的人士除接受21天酒店醫學觀察，再增加7天自我健康管理。
2021年6月13日0時起，乘搭浙江省溫州市來澳航班的入境人士，登機時須持有72小時內採樣的新冠病毒核酸檢測陰性報告。入境前14天內曾經到浙江省溫州市平陽縣萬全鎮的人士，須進行14日醫學觀察。
2021年6月14日14時起，入境前14天內曾經到廣東省白雲區永平街道的人士，須進行14日醫學觀察。
2021年6月16日21時起，取消入境前14天內曾經到過廣東省深圳市龍崗區園山街道的西坑社區、安良社區，鹽田區的沙頭角街道橋東新村，鹽田街道的沙崗圩、東海麗景花園、東海社區、鹽田港、沿港社區；廣東省茂名市電白區那霍鎮馬路舊屋村的人士，須接受14天醫學觀察的措施。
2021年6月19日0時起，入境前14天內曾經到廣東省東莞市南城街道的人士，須進行14日醫學觀察。同日12時起，入境前14天內曾經到廣東省深圳市寶安區福永街道（不包括深圳機場和福永碼頭）的人士，須接受14天醫學觀察的措施。
2021年6月21日0時起，入境前14天內曾經到廣東省東莞市麻涌鎮新華學院東莞校區的人士，須進行14日醫學觀察。
2021年6月25日18時起，取消在入境前14天內曾經到廣東省廣州市海珠區及越秀區、佛山市禪城區、湛江市吳川市覃巴鎮下榕村、浙江省溫州市平陽縣萬全鎮的人士，須接受14天醫學觀察的措施；取消乘搭浙江溫州來澳航班的入境人士，登機時須持有72小時內採樣的新冠病毒核酸檢測陰性報告的措施。
2021年6月29日21時起，取消在入境前14天內曾經到廣東省廣州市白雲區永平街道，以及番禺區的大石街道以外的人士，須接受14天醫學觀察的措施。
2021年7月3日0時起，取消在入境前14天內曾經到過廣東省廣州市南沙區、荔灣區或佛山市南海區、盈康包裝有限公司宿舍的人士，須接受14天醫學觀察的措施。同日18時起，取消在入境前14天內曾經到過東莞市南城街道的人士，須接受14天醫學觀察的措施。
2021年7月5日12時起，入境前14天內曾去過雲南省德宏傣族景頗族自治州瑞麗市的人士，須進行14日醫學觀察。
2021年7月6日1時起，取消在入境前14天內曾經到過廣東省東莞市麻涌鎮新華學院東莞校區、深圳市寶安區福永街道的人士，須接受14天醫學觀察的措施。
2021年7月7日18時起，取消在入境前14天內曾經到過廣東省廣州市番禺區大石街道的人士，須接受14天醫學觀察的措施。
2021年7月10日0時起，所有往返廣東與澳門的人士，須持有7天內作出的核酸檢測陰性報告。
2021年7月19日20時起，入境前14天內曾去過雲南省德宏傣族景頗族自治州隴川縣的人士，須進行14日醫學觀察。
2021年7月20日，應變協調中心宣布，所有在7月14日或之後曾在江蘇省南京市南京祿口國際機場逗留並在7月21日上午6時後入境的人士需接受14天醫學觀察。在7月14日或之後曾在該機場逗留且已入境人士，健康碼將變為黃碼，需接受自我健康管理直至完成7天內隔日進行一次、連續3次自費核酸檢測。
2021年7月21日14時起，入境前14天內曾去過江蘇省南京市江寧區祿口街道謝村社區、白雲路社區、石墊村，以及溧水區石湫街道九塘行政村的人士，須進行14日醫學觀察。
2021年7月22日9時起，入境前14天內曾去過江蘇省南京市江寧區祿口街道的人士，須進行14日醫學觀察。
2021年7月23日21時起，所有自2021年7月19日後14天內去過廣東省中山市的出入境人士，均須出示48小時內作出的核酸檢測陰性證明。所有入境前14天內曾去過江蘇省南京市江寧區秣陵街道殷巷社區或湖熟街道周崗社區的人士，須進行14日醫學觀察。
2021年7月25日6時起，入境前14天內曾去過江蘇省南京市南京祿口國際機場的人士需接受14天醫學觀察，至於對在7月14日或之後曾在該機場逗留且已入境本澳人士採取健康碼變為黃碼及需接受自我健康管理直至完成7天內隔日進行一次、連續3次自費核酸檢測的措施維持不變。同日10時起，入境前14天內曾去過遼寧省瀋陽市大東區津橋街道榮樂社區、江蘇省南京市江寧區湖熟街道莊上自然村、或四川省綿陽市涪城區吳家鎮惠科路1號廠區的人士，須進行14日醫學觀察。同日15時起，入境前14天內曾去過江蘇省南京市溧水區永陽街道、高淳區椏溪街道、建鄴區南苑街道，或江寧區的人士，須進行14日醫學觀察。
2021年7月26日早上，應變協調中心呼籲，在7月19至21日期間曾與珠海新增個案的活動軌跡有重疊，或曾到過有關場所的人士，可透過在「澳門健康碼」旅居史點選「珠海-與7月25日診斷的新冠病例行程重疊」、電郵或致電登記，衛生局將安排在未來7天安排3次核酸檢測，每次檢測需相隔1天，而澳門健康碼轉為黃碼，結果為陰性則轉回綠碼。有關人士亦可自行安排在本澳或珠海接受相關檢測。同日18時，應變協調中心宣布，所有在7月14日或之後曾在江蘇省南京市南京祿口國際機場並己入境的人士，須即時進行醫學觀察直至離開南京祿口機場後14天。該類人士須帶備曾在南京祿口機場活動的記錄如機票等，在同日23時前到達氹仔客運碼頭報到，以便安排醫學觀察。至於被要求接受醫學觀察人士的醫學觀察酒店費用，非澳門居民須支付相關費用，而在7月21日6時之前入境的本澳居民毋須支付費用，非澳門居民則須根據醫學觀察酒店費用的規定支付費用或申請豁免費用。
2021年7月27日0時起，所有因在入境前21天內曾經到過台灣地區而需要接受21天醫學觀察後的人士，毋須再接受7天自我健康管理。
2021年7月28日18時起，入境前14天內曾去過江蘇省宿遷市泗陽縣眾興街道西湖社區，或南京市溧水區的柘塘街道、石湫街道、溧水經濟開發區，秦淮區瑞金路街道，玄武區孝陵衛街道，棲霞區邁皋橋街道，鼓樓區挹江門街道的人士，須進行14日醫學觀察。即日起於7月17日或之後曾經到過湖南省張家界市的已入境人士，須在澳門健康碼上14天旅居史主動申報，並接受自我健康管理直至離開當地14天為止。期間須以相隔1、2、3、5天的間隔接受多次核酸檢測。
2021年7月29日0時起，所有在7月17日或之後曾經到過湖南省張家界市的入境人士，須接受醫學觀察直至離開當地後14天為止。6時起，所有在7月25日或之後曾到四川省成都巿青羊區光華街道或高新區石羊街道並離開當地不足14天的入境人士，須接受醫學觀察直至離開當地後14天為止，並由即日起須在澳門健康碼上作出申報；已入境者則須接受自我健康管理至離開當地14天為止，期間須以相隔1、2、3、5天的間隔接受多次核酸檢測。同日17時，應變協調中心在記者會宣佈，因應內地疫情變化，將採取以下措施：
- 即日0時起，所有在7月17日或之後曾經到過湖南省張家界市的入境人士，須接受醫學觀察直至離開當地後14天為止。至於7月17日或以後曾到湖南省張家界市並早前已入境人士亦需進行醫學觀察，衛生局將向他們發出短訊。
- 即日19時起，入境前14天內曾去過江蘇省南京市全市，以及7月17日或以後曾到湖南省常德市（全市），離開當地不足14天的入境人士，須接受醫學觀察直至離開當地後14天為止。
- 即日起，在7月17日或之後曾去過成都、瀋陽或大連，以及過去14日曾到江蘇省南京市或在7月17日或之後曾經到湖南省常德市但已入境的人士，其健康碼在入境本澳後會轉為黃碼，期間須以相隔1、2、3、5天的間隔接受核酸檢測，直至離開當地後14天為止。

2021年7月30日20時起，新增7月25日或之後曾經到過以下地區的入境人士須接受醫學觀察至離開當地後14天但最短不少於7天的措施：
- 遼寧省：大連市甘井子區泉水街道
- 四川省：宜賓市南溪區

2021年7月31日0時起，所有從內地各省市乘坐飛機抵達本澳之人士，在登機前均會被要求出示有效的48小時內的核酸陰性證明。同時新增曾經到過以下地區的人士須接受醫學觀察至離開當地後14天但最短不少於7天，或健康碼變為黃碼及須接受自我健康管理的措施： 
- 7月24日或之後：重慶巿江津區雙福街道
- 7月25日或之後：
  - 江蘇省：揚州市邗江區雙橋街道
  - 福建省：廈門市思明區蓮前街道
  - 湖南省：株洲市雲龍示範區學林街道

2021年7月31日10時起，新增7月25日或之後曾經到過以下地區的已入境人士的健康碼變為黃碼及須接受自我健康管理的措施： 
- 福建省廈門市（包括廈門高崎國際機場）

2021年7月31日18時起，新增曾經到過以下地區的入境人士須接受醫學觀察至離開當地後14天但最短不少於7天，或已入境人士的健康碼變為黃碼及須接受自我健康管理的措施： 
- 江蘇省：淮安市洪澤區高良澗街道
- 湖南省：湘西土家族苗族自治州古丈縣默戎鎮墨戎苗寨、吉首市峒河街道、長沙市天心區赤嶺路街道、寧鄉市城郊街道
- 湖北省：黃崗市紅安縣永佳河鎮
- 河南省：鄭州市二七區京廣路街道、長江路街道

2021年8月1日2時起，新增曾經到過以下地區的人士須接受醫學觀察至離開當地後14天但最短不少於7天，或健康碼變為黃碼及須接受自我健康管理的措施： 
- 江蘇省揚州市、河南省鄭州市第六人民醫院：離開該等地方不足14天的人士，須接受醫學觀察至離開當地後14天但最短不少於7天的措施
- 河南省鄭州市：健康碼將變為黃碼及須接受自我健康管理至離開當地 14 天為止。

2021年8月1日21時起，新增曾經到過以下地區的入境人士須接受醫學觀察至離開當地後14天但最短不少於7天，或已入境人士的健康碼變為黃碼及須接受自我健康管理的措施： 
- 河南省：商丘市的梁園區、睢陽區、城鄉一體化示範區周莊社區
- 湖南省：湘潭市雨湖區雲塘街道、益陽市赫山區赫山街道
- 江蘇省：宿遷市宿豫區陸集街道、淮安市盱眙縣
- 四川省：瀘州市江陽區黃艤鎮

2021年8月2日2時起，新增曾經到過以下地區不足14天的人士須接受醫學觀察至離開當地後14天但最短不少於7天的措施： 
- 河南省：鄭州市

2021年8月2日19時起，新增曾經到過以下地區的人士須接受醫學觀察至離開當地後14天但最短不少於7天，或健康碼變為黃碼及須接受自我健康管理的措施： 
- 海南省海口市龍華區或湖北省荊州市沙市區且離開該等地方不足14天的入境人士
- 曾經於7月27日下午1時至4時到過荊州高鐵站的入境或已入境人士

2021年8月3日，因應出現4宗新型冠狀病毒輸入及輸入相關個案，所以由15:30起，所有離開澳門的人士須持有24小時內核酸檢測陰性報告，同日20:00起，所有經珠澳口岸出入境的人員須持有24小時內作出的核酸檢測陰性報告。 
2021年8月4日6時起，所有經粵澳口岸出入境的人員須持有12小時內作出的核酸檢測陰性報告。 
2021年8月5日19時起，新增曾經到過以下地區的入境人士須接受醫學觀察至離開當地後14天但最短不少於7天，或已入境人士的健康碼變為黃碼及須接受自我健康管理的措施： 
- 北京市：房山區閻村鎮、昌平區龍澤園街道
- 上海市：浦東新區川沙新鎮
- 河南省：駐馬店市的遂平縣灈陽街道、西平縣柏城街道
- 山東省：煙台市經濟技術開發區
- 湖北省：武漢市經濟技術開發區沌口街道
- 湖南省：株洲市的石峰區、荷塘區

2021年8月9日20時起，新增曾經到過以下地區的入境人士須接受醫學觀察至離開當地後14天但最短不少於7天，或已入境人士的健康碼變為黃碼及須接受自我健康管理的措施： 
- 內蒙古自治區：呼倫貝爾市海拉爾區奮鬥鎮
- 海南省：海口市的高新區雲龍產業園、瓊山區雲龍鎮
- 河南省：開封市尉氏縣莊頭鎮

2021年8月10日6時起，所有往返廣東與澳門的人士，須持有48小時內作出的核酸檢測陰性報告。 
2021年8月13日0時起，新增曾經到過以下地區的入境人士須接受醫學觀察至離開當地後14天但最短不少於7天，或已入境人士的健康碼變為黃碼及須接受自我健康管理的措施： 
- 河南省：駐馬店市正陽縣
- 湖北省：荊門市掇刀區興隆街道或團林鋪鎮、黃岡市團風縣、武漢市江夏區紙坊街道或江夏經濟開發區

2021年8月13日21時起，取消曾經到過以下地區的入境人士須接受醫學觀察至離開當地後14天但最短不少於7天，或已入境人士的健康碼變為黃碼及須接受自我健康管理的措施： 
- 遼寧省：瀋陽市、大連市
- 四川省：綿陽市涪城區吳家鎮惠科路1號廠區、成都市、宜賓市南溪區南溪街道
- 福建省：廈門市（包括廈門高崎國際機場）
- 廣東省：珠海市
- 重慶巿：江津區雙福街道

2021年8月14日21時起，新增曾經到過以下地區的入境人士須接受醫學觀察至離開當地後14天但最短不少於7天，或已入境人士的健康碼變為黃碼及須接受自我健康管理的措施： 
- 河南省：商丘市、許昌市東城區

2021年8月16日0時起，取消曾經到過以下地區的入境人士須接受醫學觀察至離開當地後14天但最短不少於7天，或已入境人士的健康碼變為黃碼及須接受自我健康管理的措施： 
- 四川省：瀘州市江陽區黃艤鎮
- 海南省：海口市龍華區

2021年8月16日10時起，新增曾經到過以下地區的入境人士須接受醫學觀察至離開當地後14天但最短不少於7天，或已入境人士的健康碼變為黃碼及須接受自我健康管理的措施： 
- 新疆維吾爾自治區：博爾塔拉蒙古自治州阿拉山口市

2021年8月18日21時起，新增曾經到過以下地區的入境人士須接受醫學觀察至離開當地後14天但最短不少於7天，或已入境人士的健康碼變為黃碼及須接受自我健康管理的措施： 
- 上海市：松江區永豐街道

入境前14天內曾經到過上海市松江區永豐街道的入境人士須接受醫學觀察至離開當地後14天但最短不少於7天；而所有曾經到過上述地方的已入境人士，其健康碼將變為黃碼及須接受自我健康管理至離開當地 14 天為止，期間須在開始措施的第 1、2、4、7、12 天接受最多 5 次的新冠病毒核酸檢測。 
2021年8月20日23時起，新增曾經到過以下地區的入境人士須接受醫學觀察至離開當地後14天但最短不少於7天，或已入境人士的健康碼變為黃碼及須接受自我健康管理的措施： 
- 上海市：浦東新區東海鎮

2021年8月21日0時起，取消曾經到過以下地區的入境人士須接受醫學觀察至離開當地後14天但最短不少於7天，或已入境人士的健康碼變為黃碼及須接受自我健康管理的措施： 
- 江蘇省：宿遷市泗陽縣眾興街道西湖社區、宿豫區陸集街道、淮安市盱眙縣
- 湖南省：長沙市天心區赤嶺路街道、寧鄉市城郊街道、湘潭市雨湖區雲塘街道、益陽市赫山區赫山街道、常德市
- 湖北省：黃岡市紅安縣永佳河鎮
- 河南省：許昌市東城區
- 海南省：海口市瓊山區雲龍鎮

2021年8月21日15時起，新增曾經到過以下地區的入境人士須接受醫學觀察至離開當地後14天但最短不少於7天，或已入境人士的健康碼變為黃碼及須接受自我健康管理的措施： 
- 上海市：浦東新區祝橋鎮（不包括乘搭不在該區上客交通工具往返浦東國際機場的乘客）

2021年8月23日0時起，取消曾經到過以下地區的入境人士須接受醫學觀察至離開當地後14天但最短不少於7天(或14天醫學觀察)，或已入境人士的健康碼變為黃碼及須接受自我健康管理的措施： 
- 雲南省：德宏傣族景頗族自治州隴川縣
- 湖南省：湘西土家族苗族自治州的吉首市峒河街道、古丈縣默戎鎮墨戎苗寨、株洲市的雲龍示範區學林街道、石峰區、荷塘區
- 湖北省：荊州市沙市區
- 江蘇省：淮安市洪澤區高良澗街道

2021年8月24日0時起，取消曾經到過以下地區的入境人士須接受醫學觀察至離開當地後14天但最短不少於7天(或14天醫學觀察)，或已入境人士的健康碼變為黃碼及須接受自我健康管理的措施：
- 河南省：駐馬店市的遂平縣灈陽街道、西平縣柏城街道

2021年8月25日0時起，所有往返廣東與澳門的人士，須持有7天內作出的核酸檢測陰性報告。
2021年8月26日0時起，取消曾經到過以下地區的入境人士須接受醫學觀察至離開當地後14天但最短不少於7天(或14天醫學觀察)，或已入境人士的健康碼變為黃碼及須接受自我健康管理的措施：
- 江蘇省：南京市
- 內蒙古自治區：呼倫貝爾市海拉爾區奮鬥鎮
- 山東省：煙台市經濟技術開發區
- 海南省：海口市高新區雲龍產業園

2021年8月27日0時起，取消曾經到過以下地區的入境人士須接受醫學觀察至離開當地後14天但最短不少於7天(或14天醫學觀察)，或已入境人士的健康碼變為黃碼及須接受自我健康管理的措施：北京市昌平區龍澤園街道。
2021年8月30日0時起，取消曾經到過以下地區的入境人士須接受醫學觀察至離開當地後14天但最短不少於7天(或14天醫學觀察)，或已入境人士的健康碼變為黃碼及須接受自我健康管理的措施：北京市房山區閻村鎮。
2021年9月1日0時起，經澳門國際機場往返內地的新冠病毒核酸測試陰性結果證明要求改為登機前7天，但旅客須留意內地個別城市的特別要求，如目前北京市要求，由澳門飛往北京的人士仍須持有48小時內作出的新冠病毒核酸測試陰性結果證明。
2021年9月3日0時起，取消曾經到過以下地區的入境人士須接受醫學觀察至離開當地後14天但最短不少於7天(或14天醫學觀察)，或已入境人士的健康碼變為黃碼及須接受自我健康管理的措施：
- 湖北省：黃岡市團風縣，武漢市經濟技術開發區沌口街道、江夏區紙坊街道、江夏經濟開發區
- 湖南省：張家界市
- 河南省：駐馬店市正陽縣
- 新疆維吾爾自治區：博爾塔拉蒙古自治州阿拉山口市

2021年9月5日0時起，取消曾經到過以下地區的入境人士須接受醫學觀察至離開當地後14天但最短不少於7天(或14天醫學觀察)，或已入境人士的健康碼變為黃碼及須接受自我健康管理的措施：
- 河南省：鄭州市、開封市蔚氏縣莊頭鎮
- 湖北省：荆門市掇刀區興隆街道。

### 曾到中國境內中、高風險地區防疫措施 (2022年)
2022年1月7日，澳门特区政府新型冠状病毒感染应变协调中心宣布，自2022年1月7日晚上9时起，所有曾经到过深圳市龙岗区布吉街道的入境人士，须按照卫生当局的要求在指定地点接受医学观察至离开当地后14天但最短不少于7天。
2022年1月13日上午，由於一名居住在廣東省中山市坦洲鎮的24歲女子核酸檢測陽性，坦州實施封控措施。應變恊調中心隨後公佈於當天中午12時起所有曾到坦州鎮指定地區的人士，其須接受隔離至離開當地14天為止，另外曾到坦州鎮其他地區抵澳人士須接受自我健康管理至離開當地14天為止，期間的第1、2、4、7、12天須接受最多5次的新冠病毒核酸檢測。經珠澳聯防聯控機制和澳門特區政府跨部門恊調後，宣佈由1月14日午夜12時起所有由中國大陸經海、陸口岸入境人士（包括經珠澳口岸入境澳門人士），須持有48小時內核酸檢測陰性結果證明，澳門經珠澳口岸入境珠海防疫政策維持不變。
自2022年1月13日中山市坦洲鎮出現疫情後，新型冠狀病毒感染應變協調中心宣佈於同年1月14日午夜12時起收緊中國大陸海路及陸路口岸（包括珠澳出入境口岸）入境澳門防疫限制措施，持有核酸檢測陰性證明由7天縮短至48小時。
2022年1月14日上午6時，因應珠海出現病毒檢測陽性個案，應變恊調中心宣佈曾到廣東省珠海市香洲區南屏鎮人士於當天上午6時起入境澳門後需接受醫學觀察，已入境人士須接受自我健康管理至離開當地14天為止，期間的第1、2、4、7、12天須接受最多5次的新冠病毒核酸檢測。
2022年1月14日，澳门新型冠状病毒感染应变协调中心表示，自当日起，14天内曾经到过深圳市的入境人士，经专道入境后须到口岸的临时核检站采样后才能离开。
2022年1月14日晚上，澳門新型冠狀病毒感染應變協調中心發出新聞稿，要求14天內曾經到過廣東省深圳市或中山市坦洲鎮人士經專道入境，之後須到相關口岸臨時核酸檢測站進行病毒檢測採樣後才能離開。
2022年1月15日晚上，珠澳聯防聯控澳方工作組接獲珠海方面通知，因應疫情需要，珠澳聯防聯控機制協商一致，現將調整珠澳口岸疫情防控措施：由2022年1月16日上午6時起，經珠澳口岸入境澳門人員需持24小時內有效核酸檢測陰性結果證明通關；從澳門經珠澳口岸到珠海人員維持現行疫情防控措施不變。
2022年1月17日晚上8時起，所有曾經到過廣東省中山市坦洲鎮一知萬食品、珠海市香洲區南屏鎮十二村南豐匯景灣1棟的入境及已入境人士，須按照衛生當局的要求在指定地點接受醫學觀察至離開當地後14天但最短不少於7天。
2022年1月19日，澳門新型冠狀病毒感染應變協調中心宣佈，因應珠海市疫情變化，澳門特別行政區政府衛生局根據第2/2004號法律《傳染病防治法》第10條和第14條的規定，自2022年1月19日下午3時起，所有曾經到過廣東省珠海市香洲區情侶中路345號漁政樓的入境及已入境人士，須按照衛生當局的要求在指定地點接受醫學觀察至離開當地後14天但最短不少於7天。另外，自2022年1月19日下午3時起，所有過去14天曾經到過廣東省珠海市香洲區情侶中路以西、華海路以南、碧濤路以東、翠香路以北的入境人士，須按照衛生當局的要求在指定地點接受醫學觀察至離開當地後14天但最短不少於7天。而所有曾經到過上述地方的已入境人士，其健康碼將變為黃碼及須接受自我健康管理至離開當地14天為止，期間須在開始措施的第1、2、4、7、12天接受最多5次的新冠病毒核酸檢測。
2022年1月27日，澳门新型冠状病毒感染应变协调中心宣布，自2022年1月27日起，取消曾经到过深圳市龙岗区吉华街道及宝龙街道、罗湖区清水河街道及翠竹街道的人士须按照卫生当局的要求在指定地点接受医学观察或健康码变为黄码及须接受自我健康管理的措施。
2022年1月27日上午11時起，因應疫情變化，澳門特別行政區政府衛生局根據第2/2004號法律《傳染病防治法》第10條和第14條的規定，自2022年1月27日上午11時起，取消對曾經到過廣東省中山市坦洲鎮的人士，須按照衛生當局的要求在指定地點接受醫學觀察或健康碼變為黃碼及須接受自我健康管理的措施。
2022年1月28日，因應珠海市全市改列為低風險地區，澳門新型冠狀病毒感染應變協調中心宣佈根據第2/2004號法律《傳染病防治法》第10條和第14條的規定，自2022年1月28日上午10時起，取消對曾經到過除情侶中路345號漁政樓以外的珠海市其他區域的人士，須按照衛生當局的要求在指定地點接受醫學觀察或健康碼變為黃碼及須接受自我健康管理的措施。 另外，所有過去14天內曾到中山和珠海相關區域的人士，其健康碼變為黃碼及須接受自我健康管理至離開當地14 天為止。有關措施已在1月27日和1月28日先後解除。目前，所有曾到過廣東省中山市坦洲鎮、珠海市南屏鎮的人士，若在1月26日或之後按規定在本澳接受過核酸檢測，將自動解除其健康碼黃碼鎖定；已分別在珠海接受核酸檢測的人士，在逐一核對後亦會解除健康碼黃碼鎖定。 同日晚上，珠海市疫情防控指揮部公佈關於調整珠澳口岸疫情防控措施的通告，根據疫情防控需要，經珠澳聯防聯控機制協商一致，自2022年1月29日0時起，從珠海經珠澳口岸到澳門人員須持48小時內有效核酸檢測陰性結果證明通關；從澳門經珠澳口岸到珠海人員維持現行疫情防控措施不變。
2022年2月1日凌晨，澳门特区政府新型冠状病毒感染应变协调中心宣布，自2022年2月1日早上9时起，离开深圳市宝安区（不包括途经宝安区往返机场或客运码头者）应留意自身健康状况，主动按第1、4、7天的时序接受核酸检测，但健康码不变黄色。同日晚上9时起，曾到过深圳市宝安区石岩街道罗租社区艾美特科技园B栋的入境及已入境人士，须按照卫生当局的要求在指定地点接受医学观察至离开当地后14天但最短不少于7天。
由2022年2月1日起，因應廣東省多地出現聚集性疫情，新型冠狀病毒感染應變協調中心先於當天上午公佈曾到深圳市寶安區人士需於1、4、7天接受病毒核酸檢測，及後於同日晚上公佈由當晚9時起曾到廣東省深圳市寶安區及東莞市鳳崗鎮指定區域離開當地地後14天但最短不少於7天的人士按規定接受醫學觀察，北京市和天津市指定地區接受醫學觀察範圍亦擴大。 同日晚上，中心宣佈2月2日凌晨1時起更擴大曾到廣東省深圳市指定地點或地區接受醫學觀察隔離規定，取消曾到遼寧省瀋陽市遼中區的醫學觀察和健康碼變為黃碼自我健康管理的措施。
2022年2月2日上午10時起，曾到廣東省雲浮市羅定市龍灣鎮旗垌村委紅衛村的人士離開當地地後14天但最短不少於7天的人士按規定接受醫學觀察，另外曾到深圳市龍崗區的人士應主動按第1、4、7天的時序接受核酸檢測。同日下午，應變恊調中心宣佈由當天下午4時起新增天津市河東區春華街道其他區域的入境人士的醫學觀察隔離措施，並新增天津市河東區其他區域、河北區其他區域需一周內進行三次病毒檢測，並同時取消曾到廣東省珠海市香洲區情侶中路345號漁政樓的防疫措施。
2022年2月5日晚上，應變恊調中心宣佈自2月5日晚上9時起新增並擴大天津市河北區、濱海新區；北京市豐台區、河北省廊坊市固安縣相關區域醫學觀察範圍，廣東省方面新增深圳市寶安區石岩街道雲熙谷小區、浪心社區其他區域、龍騰社區，惠州市潼僑鎮牛墩1至12街、惠環街道萬隆新天地小區、陳江街道壹城中心1期和5期，所有曾經到過以下地點的入境及已入境人士，須按照衛生當局的要求在指定地點接受醫學觀察至離開當地後14天但最短不少於7天。
2022年2月6日，應變協調中心宣佈由當天下午5時起，所有曾到過湖南省邵陽市城步苗族自治縣儒林鎮林業小區全域、西岩鎮三水村16組或三合村10組；廣西壯族自治區百色市德保縣（曾於1月27日或之後到過）的人士須按照衛生當局的要求在指定地點接受醫學觀察至離開當地後14天但最短不少於7天。另外，由當天下午5時起所有曾於1月27日或之後到過廣西壯族自治區百色市其他區域的入境人士和已入境人士，應留意自身健康狀况，期間健康碼不變黃色，但應主動按第1、4、7天的時序接受核酸檢測。 同日晚上，因應廣西百色市出現聚集性疫情和發現多宗陽性個案，應變恊調中心宣佈自當天晚上9時起曾到所有曾經到過廣西壯族自治區百色市全域的入境及已入境人士，須按照衛生當局的要求在指定地點接受醫學觀察至離開當地後14天但最短不少於7天。 同日夜間，應變恊調中心宣佈因應廣州出現一宗由百色市返回廣州後確診個案，當局宣佈自2022年2月7日凌晨1時起，所有在2月5日或之後離開以下地點不足14天的入境人士和已入境人士，應留意自身健康狀况，期間健康碼不變黃色，但應主動按第1、4、7天的時序接受核酸檢測：廣東省廣州市番禺區疫情管理區 （105國道以東、三枝香水道以南、沙溪大橋—迎賓路—番禺大道以西、南大路以北）。
2022年2月7日，因應黑龍江省疫情變化，應變恊調中心公佈由2月8日凌晨1時起所有曾經到過黑龍江省黑河市愛輝區的入境及已入境人士，須按照衛生當局的要求在指定地點接受醫學觀察至離開當地後14天但最短不少於7天。
2022年2月9日晚上，應變協調中心公佈由2月10日凌晨1時起，所有曾經到過以下地點的入境及已入境人士，須按照衛生當局的要求在指定地點接受醫學觀察至離開當地後14天但最短不少於7天：遼寧省葫蘆島市綏中縣城郊鄉西園子村二組。另外取消曾經到過以下地區的人士須按照衛生當局的要求在指定地點接受醫學觀察或健康碼變為黃碼及須接受自我健康管理的措施：天津市南開區、西青區、河西區；北京市房山區長陽鎮，豐台區玉泉營街道、南苑街道南庭新苑北區；上海市奉賢區奉城鎮幸福村；河北省雄安新區安新縣端村鎮西堤村、東堤村。
2022年2月10日晚上，應變協調中心宣佈因應遼寧省的疫情變化，自2022年2月11日凌晨1時起，所有曾經到過遼寧省瀋陽市大東區大北街道榮光小區、葫蘆島市綏中縣的人士須按照衛生當局的要求在指定地點接受醫學觀察至離開當地後14天但最短不少於7天。
2022年2月14日，應變協調中心宣佈因應遼寧省及廣東省的疫情變化，衛生局根據第2/2004號法律《傳染病防治法》第10條和第14條的規定，自2022年2月14日晚上9時起，所有曾經到過遼寧省葫蘆島市龍港區玉皇街道青青家園社區、雙龍街道海月社區；廣東省深圳市光明區新湖街道同富裕工業區春天公寓，東莞市塘廈鎮林村的人士，須按照衛生當局的要求在指定地點接受醫學觀察至離開當地後14天但最短不少於7天。另外，自2022年2月14日晚上9時起，取消曾經到過以下地區的人士須按照衛生當局的要求在指定地點接受醫學觀察或健康碼變為黃碼及須接受自我健康管理的措施：浙江省杭州市蕭山區北幹街道建設一路萊茵傳奇園；廣東省深圳市龍崗區阪田街道崗頭社區馬蹄山小區五巷1號、2號兩棟、龍崗區管控區：居里夫人大道以東、崗溪路以南、坂雪崗大道以西、稼先路以北範圍內的馬蹄山小區（除馬蹄山新村、寶崗小學、崗頭第一幼兒園、倒角片區、一區、馬蹄山商業樓E棟、馬蹄山籃球場、崗頭社區工作站）；天津市紅橋區邵公莊街。
2022年2月17日中午，因應珠海市疫情變化，應變協調中心宣佈自2022年2月17日上午11時30分起，所有曾經到過珠海高新技術產業開發區疫情封控區（海淼水產監裝中心及周邊沙場、珠海市陸島運輸有限公司、港珠澳大橋1號碼頭區域）的人士須按照衛生當局的要求在指定地點接受醫學觀察至離開當地後14天但最短不少於7天。此外所有已離開廣東省珠海市高新區新冠疫情管控區（後環湧以東、唐淇路以西、綠巢環保科技公司側（無名路）以北、海域以南劃定範圍）不足14天的入境或已入境人士，應留意自身健康狀况，期間健康碼不變黃色，但應主動按第1、4、7天的時序接受核酸檢測。
2022年2月20日凌晨1時起，新增及取消對曾到中國境內地區相關區域人士的防疫措施。所有曾經到過以下地點的入境及已入境人士，須按照衛生當局的要求在指定地點接受醫學觀察至離開當地後14天但最短不少於7天：江蘇省蘇州市張家港市的楊舍鎮君臨新城6號樓、鳳凰鎮金谷小區、常熟市的中歐假日花園9幢、紫晶城5幢、吳江區的長安路2358號吳江科技創業園、城南花苑、吳中區、姑蘇區的胥江路361號（東方苑）1幢、永林二區12幢、相城區的萬宇名都花園5幢、官渡花園26幢、合景峰匯8期12幢，無錫市錫山區東亭街道金錫苑；內蒙古自治區呼和浩特市的新城區、武川縣、賽罕區；廣東省深圳市福田區沙頭街道沙嘴一坊、東莞市石碣鎮黃泗圍村；雲南省紅河哈尼族彝族自治州河口瑤族自治縣。所有曾經到過內蒙古自治區呼和浩特市其他區域的入境人士，須按照衛生當局的要求在指定地點接受醫學觀察至離開當地後14天但最短不少於7天；而所有曾經到過上述地方的已入境人士，其健康碼將變為黃碼及須接受自我健康管理至離開當地 14 天為止，期間須在開始措施的第 1、2、4、7、12 天接受最多 5 次的新冠病毒核酸檢測。所有離開以下地點不足14天的入境人士和已入境人士，應留意自身健康狀况，期間健康碼不變黃色，但應主動按第1、4、7天的時序接受核酸檢測：江蘇省蘇州市其他區域。另外，自2022年2月20日凌晨1時起，取消曾經到過以下地區的人士須按照衛生當局的要求在指定地點接受醫學觀察或健康碼變為黃碼及須接受自我健康管理的措施：浙江省杭州市蕭山區北幹街道豐潤家園；天津市河北區的建昌道街中山北裡20門、建昌道街中山東里、河北區、河東區；北京市豐台區西羅園街道南三環西路85號；黑龍江省齊齊哈爾市拜泉縣；遼寧省瀋陽市瀋河區濱河街道新興社區；廣東省深圳市寶安區石岩街道羅租社區下新村。
2022年2月21日凌晨1時起，新增及取消對曾到中國境內地區相關區域人士的防疫措施。所有曾經到過以下地點的入境及已入境人士，須按照衛生當局的要求在指定地點接受醫學觀察至離開當地後14天但最短不少於7天：內蒙古自治區呼和浩特市玉泉區小黑河鎮祥和苑社區、興隆巷街道四里營東社區、石東路街道蓯蓉社區，土默特左旗白廟子鎮瓦房院新村、堿房村，和林格爾縣經濟開發區第一農場，回民區環河街街道縣府街社區、攸攸板鎮攸攸板村；江蘇省蘇州市吳江區八坼街道郵電街23號2幢，姑蘇區吳門橋街道長欣苑南區4幢，相城區北橋街道盛北花園45幢、漕韻家園28幢，張家港市鳳凰鎮雙龍花園62幢、楊舍鎮民豐苑西區21幢、29幢、慶豐樓酒店，相城區都會雅苑；四川省瀘州市江陽區況場街道五香苑小區；廣東省深圳市龍崗區阪田街道馬安堂社區僑聯東10巷1號順興樓、中興路高時石材B區A鋼構廠房。自2022年2月21日凌晨1時起，所有離開以下地點不足14天的入境人士和已入境人士，應留意自身健康狀况，期間健康碼不變黃色，但應主動按第1、4、7天的時序接受核酸檢測：廣東深圳市龍崗區阪田街道其他區域。自2022年2月21日凌晨1時起，取消所有離開以下地點不足14天的入境人士和已入境人士，應主動按第1、4、7天的時序接受核酸檢測：廣東深圳市龍崗區其他區域。
2022年2月22日凌晨1時起，新增及取消對曾到內地相關區域人士的防疫措施。所有曾經到過以下地點的入境及已入境人士，須按照衛生當局的要求在指定地點接受醫學觀察至離開當地後14天但最短不少於7天：江蘇省蘇州市張家港市楊舍鎮新農花苑25幢、新航花苑18幢；四川省成都市高新區長城馨苑小區、金牛區沙河·雲景灣小區、天府新區龍河社區凱華麗景小區、金堂縣生態水城瀾岸小區、溫江區麗晶公館小區。所有曾經到過以下區域的入境人士，須按照衛生當局的要求在指定地點接受醫學觀察至離開當地後14天但最短不少於7天；而所有曾經到過相關地點的已入境人士，其健康碼將變為黃碼及須接受自我健康管理至離開當地 14 天為止，期間須在開始措施的第 1、2、4、7、12 天接受最多 5 次的新冠病毒核酸檢測：江蘇省蘇州市吳江區、相城區、姑蘇區、張家港市其他區域；內蒙古自治區呼和浩特市土默特左旗、玉泉區、回民區的其他區域；廣東省深圳市龍崗區坂田街道中鐵諾德公館、坂田街道旺塘一巷-在建工地東側圍欄-發達路-深圳實驗學校坂田校區西側外牆-旺塘九巷-雪圍路-旺塘一巷形成的圍合區域，深圳市羅湖區筍崗街道筍崗村168棟、169棟、170棟、171棟、172棟、173棟、174棟、175棟，筍崗街道青蓬酒家及青蓬酒家員工宿舍；山西省晉中市太谷區天麗新都小區；黑龍江省雞西市雞東縣。
2022年2月23日凌晨1時起，新增及取消對曾到內地相關區域人士的防疫措施。所有曾經到過以下地點的入境及已入境人士，須按照衛生當局的要求在指定地點接受醫學觀察至離開當地後14天但最短不少於7天：江蘇省蘇州市姑蘇區平江街道鳳池弄5-2號樓、張家港市楊舍鎮民豐苑西區；四川省成都市天府新區華陽街道伏龍社區麗景苑小區；內蒙古自治區包頭市達茂聯合旗小文公鄉腮林忽洞村，昆都侖區市府東路街道恩和小區3區、白雲街道華豐園小區、阿爾丁街道佳園小區老幹院、阿爾丁街道熙華公寓、前進街道鋼鐵大街37號街坊、錫華世紀花園小區玫瑰苑。所有曾經到過以下區域的入境人士，須按照衛生當局的要求在指定地點接受醫學觀察至離開當地後14天但最短不少於7天；而所有曾經到過相關地點的已入境人士，其健康碼將變為黃碼及須接受自我健康管理至離開當地 14 天為止，期間須在開始措施的第 1、2、4、7、12 天接受最多 5 次的新冠病毒核酸檢測：內蒙古自治區包頭市青山區富園裝飾城、高新區沃土陽光小區，巴彥淖爾市回民區廣龍苑5號樓一單元2701員工宿舍；湖北省武漢市武昌區凱萊熙酒店、江岸區華清園小區、江岸區同鑫花園、東湖高新區保利時代天悅。
2022年2月24日凌晨1時起，新增及取消對曾到內地相關區域人士的防疫措施。所有曾經到過以下地點的入境及已入境人士，須按照衛生當局的要求在指定地點接受醫學觀察至離開當地後14天但最短不少於7天：內蒙古自治區呼和浩特市回民區環河街街道巴彥南路社區、攸攸板鎮倘不浪社區，玉泉區石東路街道康樂社區、鄂爾多斯路街道前八里莊村、西菜園街道西苑社區、昭君路街道小黑河社區；黑龍江省雞西市雞東縣藍天名苑社區22號樓、乾宏家園社區2號樓、雞東縣人民醫院；江蘇省蘇州市張家港市楊舍鎮金新城悅府7幢；湖北省武漢市車站街道華清園小區4棟、中華路街道凱萊熙酒店戶部巷店；廣東省深圳市羅湖區桂園街道華瑞大廈B座（不含底商），福田區上沙村、下沙村；四川省成都市天府新區華陽街道四河社區四河小區，高新區石羊街道天府世家小區、桂溪街道世龍公館，高新區中和街道中德世邦和庭（原中德K區）1棟、7棟、8棟；北京市海淀區志強北園社區，西城區百萬莊北里西巷3號院5號樓，朝陽區潤澤悅溪小區931號樓，通州區京貿國際公寓小區“鹿特丹港”居民樓、武夷花園月季園小區，豐台區新興家園社區4號樓、桃源里小區、假日風景社區，順義區李遂鎮易郡山莊，經開區榮華街道鹿鳴苑小區。自2022年2月24日凌晨1時起，所有離開以下地點不足14天的入境人士和已入境人士，應留意自身健康狀况，期間健康碼不變黃色，但應主動按第1、4、7天的時序接受核酸檢測：雲南省紅河哈尼族彝族自治州其他區域、内蒙古自治區包頭市其他區域。
2022年2月25日凌晨1時起，新增及取消對曾到內地相關區域人士的防疫措施。所有曾經到過以下地點的入境及已入境人士，須按照衛生當局的要求在指定地點接受醫學觀察至離開當地後14天但最短不少於7天：湖北省武漢市青山區紅衛路街道58街坊127門，東湖高新區關東街道保利時代天悅小區28棟；廣東省深圳市南山區蛇口街道永樂新村，福田區福田街道崗廈村東四坊、沙頭街道錦河苑小區第1-6棟、第7棟，福田區蓮花街道金色假日名苑小區、惠祥苑小區、景田路19號、錦文閣小區。所有離開以下地點不足14天的入境人士和已入境人士，應留意自身健康狀况，期間健康碼不變黃色，但應主動按第1、4、7天的時序接受核酸檢測：四川省成都市其他區域、江蘇省無錫市其他區域。
2022年2月25日下午6時起，因應廣東省的疫情變化，所有曾經到過廣東省東莞市大朗鎮的入境人士，須按照衛生當局的要求在指定地點接受醫學觀察至離開當地後14天但最短不少於7天；而所有曾經到過相關地點的已入境人士，其健康碼將變為黃碼及須接受自我健康管理至離開當地 14 天為止，期間須在開始措施的第 1、2、4、7、12 天接受最多 5 次的病毒核酸檢測。
2022年2月25日晚上10時起，所有曾經到過以下地點的入境及已入境人士，須按照衛生當局的要求在指定地點接受醫學觀察至離開當地後14天但最短不少於7天：四川省成都市高新區中和街道名著司南小區 7 棟至10 棟，中和街道樂活公社小區、桂溪街道英郡三期小區；雲南省臨滄市鎮康縣南傘鎮新城社區公主路以東，自文景路以北至泰安路以南片區；廣東省深圳市福田區福保街道益田村、福強小學、益田小學、深圳市第三高級中學初中部、深圳市福田外國語高級中學，沙頭街道天安高爾夫花園、新華社區福瑞閣B座，沙頭街道天安社區的順泰公寓永泰公寓、久泰公寓、昌泰公寓、慶泰公寓，香蜜湖街道萬科城市花園小區，北環大道-園景道-景田北九街-景田北街-景田路-景田北一街-景田北十街-蓮花路-香梅路圍合區域內（包括萬科城市花園社區），香梅路-僑香路-特發文創廣場西側無名路-深圳巴士集團公共汽車分公司南側無名路。自2022年2月25日晚上10時起，所有離開以下地點不足14天的入境人士和已入境人士，應留意自身健康狀况，期間健康碼不變黃色，但應主動按第1、4、7天的時序接受核酸檢測：雲南省臨滄市的其他區域，廣東省深圳市羅湖區、南山區及福田區，三個區內的其他區域。
2022年2月28日凌晨1時起，所有曾經到過以下地點的入境及已入境人士，須按照衛生當局的要求在指定地點接受醫學觀察至離開當地後14天但最短不少於7天：內蒙古自治區呼和浩特市、包頭市青山區青福鎮北區；廣東省深圳市龍崗區吉華街道中海怡翠山莊第54棟、第72棟、第73棟，龍華區民治街道樟坑社區樟坑一區第66、67、68、77、78、79棟；東莞巿大朗鎮楊新路82號、112號、124號、158號、168號；廣西壯族自治區防城港市防城區峒中鎮友誼路口至官田路相交匯處、官田路至河堤路全段、峒中汽車站貨場西面小巷所圍成的區域；四川省成都市天府新區華陽街道洛森堡新殿蝶郡小區。所有曾經到過以下區域的入境人士，須按照衛生當局的要求在指定地點接受醫學觀察至離開當地後14天但最短不少於7天；而所有曾經到過相關地點的已入境人士，其健康碼將變為黃碼及須接受自我健康管理至離開當地 14 天為止，期間須在開始措施的第 1、2、4、7、12 天接受最多 5 次的新冠病毒核酸檢測：廣西壯族自治區防城港市。
2022年3月1日凌晨1時起，所有曾經到過以下地點的入境及已入境人士，須按照衛生當局的要求在指定地點接受醫學觀察至離開當地後14天但最短不少於7天：廣東省中山市坦洲鎮永一村頭圍隊，深圳市南山區招商街道愛榕園、蛇口街道的雷公嶺村、石雲村、圍仔西小區、米蘭公寓二期，沙河街道匯雅苑，桂灣三路–十一號路–創新九街–怡海大道–桂灣三路圍合區域（包括南山區南山街道龍海家園第1棟），南山街道華聯城市中心，南頭街道大新新村北區，龍華區大浪街道龍勝新村A區（一區）；天津市濱海新區天津空港經濟區雅苑足道。另外取消以下地點的相關防疫措施：廣西壯族自治區百色市。
2022年3月2日凌晨1時起，所有曾經到過以下地點的入境及已入境人士，須按照衛生當局的要求在指定地點接受醫學觀察至離開當地後14天但最短不少於7天：黑龍江省牡丹江市綏芬河市時尚花園2號樓、綏芬河烏拉爾國際貿易有限公司、天澤樓、中天幸福家園一期2號樓；上海市普陀區石泉街道寧強路33號石泉社區文化活動中心；廣東省深圳市南山區招商街道松湖二路-松湖路-南海大道-興海大道圍合區域（包括南山區招商街道松湖公寓）。自2022年3月2日凌晨1時起，所有離開以下地點不足14天的入境人士和已入境人士，應留意自身健康狀况，期間健康碼不變黃色，但應主動按第1、4、7天的時序接受核酸檢測：廣東省東莞市大朗鎮其他區域。另，自2022年3月2日凌晨1時起，取消以下地點的相關防疫措施：內蒙古自治區呼倫貝爾市滿洲里市南區街道。
2022年3月3日凌晨1時起，所有曾經到過以下地點的入境及已入境人士，須按照衛生當局的要求在指定地點接受醫學觀察至離開當地後14天但最短不少於7天：黑龍江省牡丹江市綏芬河市；廣東省東莞市虎門鎮南柵社區沖元二巷1號、3號，三巷1號、2號、5-7號，四巷1號、5號、7號，五巷1號、4號合圍區域，大朗鎮的聖堂社區人和路中心花園鴻泰城市公寓、華昌逸居公寓、怡家公寓、天祥公寓合圍區域，楊涌村鄭公涌商業路16號怡和D棟怡和公館，蔡邊村富民工業園一園5號鑫藝科技園；深圳市南山區桃源街道龍都名園、西麗街道松坪村二期，寶安區西鄉街道豪業華庭小區及海濱新村15棟空置建築。自 2022年3月3日凌晨1時起，所有離開以下地點不足14天的入境人士和已入境人士，應留意自身健康狀况，期間健康碼不變黃色，但應主動按第1、4、7天的時序接受核酸檢測：黑龍江省牡丹江市其他區域。自 2022年3月3日凌晨1時起，所有離開以下地點21天內留意自身健康狀況，出現任何新冠病毒感染疑似症狀人士須立即就醫及接受核酸檢測：山東省青島市，上海市嘉定區。自 2022年3月3日凌晨1時起，取消曾經到過以下地區的人士須按照衛生當局的要求在指定地點接受醫學觀察或健康碼變為黃碼及須接受自我健康管理的措施：廣東省深圳市羅湖區東門街道新園路明華廣場1至6樓(含6A與M層)商業區、清水河街道嚇圍新村；遼寧省瀋陽市大東區大北街道榮光小區，渾南區桃仙街道區綠色家園社區。
2022年3月5日凌晨1時起，所有曾經到過以下地點的入境及已入境人士，須按照衛生當局的要求在指定地點接受醫學觀察至離開當地後14天但最短不少於7天：吉林省延邊朝鮮族自治州琿春市近海街道合作區可贏國際貿易公司；上海市松江區九里亭街道永輝超市滬亭北路店；山東省青島市黃島區九龍江路53號甘水灣小區；廣東省深圳市鹽田區沙頭角邊境特別管理區、沙頭角街道橋東社區及部分海濤社區（橋東社區以東、金融路以南至海濱棧道），南山區招商街道蘭園社區，龍華區龍華街道錦繡新村一區19棟、21棟、23棟，民治街道白石龍一區8棟、16棟、17A棟。所有曾經到過以下區域的入境人士，須按照衛生當局的要求在指定地點接受醫學觀察至離開當地後14天但最短不少於7天；而所有曾經到過相關地點的已入境人士，其健康碼將變為黃碼及須接受自我健康管理至離開當地 14 天為止，期間須在開始措施的第 1、2、4、7、12 天接受最多 5 次的新冠病毒核酸檢測：黑龍江省哈爾濱市道外區；吉林省延邊朝鮮族自治州琿春市；湖北省武漢市江岸區。所有離開以下地點不足14天的入境人士和已入境人士，應留意自身健康狀况，期間健康碼不變黃色，但應主動按第1、4、7天的時序接受核酸檢測：吉林省延邊朝鲜族自治州其他區域；上海市普陀區其他區域；黑龍江省哈爾濱市其他區域。

### 2022年起最新實施的出入境限制
最新更新日期為2022年12月23日。
| 國家或地區            | 措施                                               | 適用人群                                                                         | 疫苗接種要求 | 開始日期            | 結束日期 | 備注 |
| --------------------- | -------------------------------------------------- | -------------------------------------------------------------------------------- | --- | ------------------- | -------- | --- |
| 中国 (低風險地區)     | 經海上客運或珠澳口岸入境澳門措施                   | 澳門居民，中國內地、香港、台灣居民及居住中國內地地區已獲核准入境澳門條件的外國人 | 無 | 2022年12月20日0時起 | 實施中   | - 由廣東省經珠澳口岸入境的人士，須持採樣日後72小時內核酸檢測陰性證明。未持有上述證明的非澳門居民可被拒絕入境，澳門居民則須立即接受核酸檢測。 |
| 中国 (低風險地區)     | 經空中客運入境澳門措施                             | 澳門居民，中國內地、香港、台灣居民及居住中國內地地區已獲核准入境澳門條件的外國人 | 無 | 2022年12月20日0時   | 實施中   | - 經空中客運入境澳門人士按規定須持72小時內有效核酸檢測陰性結果證明和有效的「澳門健康碼」綠碼通關 |
| 中国 (中、高風險地區) | 取消有關中國內地風險區的規定                       | 澳門居民，中國內地、香港以及台灣居民                                             | 無 | 2022年12月20日0時   | 實施中   | |
| 香港                  | 5天自我健康管理                                    | 澳門居民，中國內地、香港、台灣居民                                               | 所有12歲或以上人士，無須出示已完成2019冠狀病毒病疫苗初種系列接種後14天且最後一劑在7個月內接種的證明，或出示不適合或不能接種的醫生證明 | 2022年12月23日起    | 實施中   | - 2022年11月30日0時起，由香港特別行政區、台灣地區或中國以外國家和地區前來澳門特別行政區的人士，在登機、登船或登車時，可出示檢測結果為陰性的一份證明，有效期為採樣日後72小時內；或同時出示兩份結果為陽性但CT值均為>=35的核酸檢測證明，兩份檢測的採樣時間相隔至少24小時但不超過72小時，有效期為最近一次檢測採樣日後72小時內。中途需轉機、飛機轉船或轉車，所有中途站停留不超過24小時者，核酸檢測證明有效期可根據首站登機的時間計算。上述有效期以航班表原定登機時間計算。 - 2022年12月23日起，維持登機、登船或登車來澳時須持有合要求的採樣日後72小時內核酸檢測報告的規定；.取消入境後的以下措施：落地核酸檢測、澳門健康碼為“紅碼”及入境翌日起計第3天接受核酸檢測。入境後澳門健康碼為“黃碼”，接受自我健康管理，並自入境翌日起計連續5天，每天進行快速抗原檢測並將結果上載至澳門健康碼。第５天上載快速抗原檢測陰性結果後，澳門健康碼轉為“綠碼”。 - 疫苗證明要求：根據衛生局作出第381/A/SS/2022號公告，由2022年8月18日0時起，終止第159/A/SS/2022號公告。即自2022年8月18日零時起，擬登上由外國、香港特別行政區或台灣地區前來澳門特別行政區的民用交通工具的任何年齡人士，均毋須出示新冠病毒疫苗接種證明，但入境人士須遵守相關核酸陰性檢測證明和醫學觀察規定。 |
| 臺灣                  | 5天自我健康管理                                    | 澳門居民，中國內地、香港、台灣居民                                               | 所有12歲或以上人士，無須出示已完成2019冠狀病毒病疫苗初種系列接種後14天且最後一劑在7個月內接種的證明，或出示不適合或不能接種的醫生證明 | 2022年12月23日起    | 實施中   | - 2022年11月30日0時起，由香港特別行政區、台灣地區或中國以外國家和地區前來澳門特別行政區的人士，在登機、登船或登車時，可出示檢測結果為陰性的一份證明，有效期為採樣日後72小時內；或同時出示兩份結果為陽性但CT值均為>=35的核酸檢測證明，兩份檢測的採樣時間相隔至少24小時但不超過72小時，有效期為最近一次檢測採樣日後72小時內。中途需轉機、飛機轉船或轉車，所有中途站停留不超過24小時者，核酸檢測證明有效期可根據首站登機的時間計算。上述有效期以航班表原定登機時間計算。 - 2022年12月23日起，維持登機、登船或登車來澳時須持有合要求的採樣日後72小時內核酸檢測報告的規定；.取消入境後的以下措施：落地核酸檢測、澳門健康碼為“紅碼”及入境翌日起計第3天接受核酸檢測。入境後澳門健康碼為“黃碼”，接受自我健康管理，並自入境翌日起計連續5天，每天進行快速抗原檢測並將結果上載至澳門健康碼。第５天上載快速抗原檢測陰性結果後，澳門健康碼轉為“綠碼”。 - 疫苗證明要求：根據衛生局作出第381/A/SS/2022號公告，由2022年8月18日0時起，終止第159/A/SS/2022號公告。即自2022年8月18日零時起，擬登上由外國、香港特別行政區或台灣地區前來澳門特別行政區的民用交通工具的任何年齡人士，均毋須出示新冠病毒疫苗接種證明，但入境人士須遵守相關核酸陰性檢測證明和醫學觀察規定。 |
| 外國 (非極高險國家)   | 5天自我健康管理                                    | 澳門居民、外地僱員或已獲特別入境證明的外國旅客                                   | 12歲或以上人士，無須出示已完成2019冠狀病毒病疫苗至少完成初種系列接種後14天且最後一劑須為7個月內的證明。                               | 2022年12月23日起    | 實施中   | - 2022年11月30日0時起，由香港特別行政區、台灣地區或中國以外國家和地區前來澳門特別行政區的人士，在登機、登船或登車時，可出示檢測結果為陰性的一份證明，有效期為採樣日後72小時內；或同時出示兩份結果為陽性但CT值均為>=35的核酸檢測證明，兩份檢測的採樣時間相隔至少24小時但不超過72小時，有效期為最近一次檢測採樣日後72小時內。中途需轉機、飛機轉船或轉車，所有中途站停留不超過24小時者，核酸檢測證明有效期可根據首站登機的時間計算。上述有效期以航班表原定登機時間計算。 - 2022年12月23日起，維持登機、登船或登車來澳時須持有合要求的採樣日後72小時內核酸檢測報告的規定；.取消入境後的以下措施：落地核酸檢測、澳門健康碼為“紅碼”及入境翌日起計第3天接受核酸檢測。入境後澳門健康碼為“黃碼”，接受自我健康管理，並自入境翌日起計連續5天，每天進行快速抗原檢測並將結果上載至澳門健康碼。第５天上載快速抗原檢測陰性結果後，澳門健康碼轉為“綠碼”。 - 疫苗證明要求：根據衛生局作出第381/A/SS/2022號公告，由2022年8月18日0時起，終止第159/A/SS/2022號公告。即自2022年8月18日零時起，擬登上由外國、香港特別行政區或台灣地區前來澳門特別行政區的民用交通工具的任何年齡人士，均毋須出示新冠病毒疫苗接種證明，但入境人士須遵守相關核酸陰性檢測證明和醫學觀察規定。 |
| 外國 (極高險國家)     | 2022年1月31日 2022年8月6日起修改                   | 澳門居民、外地僱員或已獲特別入境證明的外國旅客                                   | 12歲或以上人士，無須出示已完成2019冠狀病毒病疫苗至少完成初種系列接種後14天且最後一劑須為7個月內的證明。                               | 實施中              | 實施中   | - 極高風險國家包括：孟加拉、巴西、柬埔寨、印度、印尼、伊朗、尼泊爾、巴基斯坦、菲律賓、俄羅斯、南非、斯里蘭卡、坦桑尼亞、土耳其、美國、博茨瓦納、津巴布韋、納米比亞、萊索托、斯威士蘭、莫桑比克及馬拉維。 - 由上述國家前來澳門的直航飛機或聯程航班第一程飛機乘機前，仍須出示5天內每次相隔至少24小時連續3次採樣新型冠狀病毒肺炎核酸測試陰性結果證明。 |
| 所有國家              | 曾感染2019冠狀病毒病人士乘坐往澳門民用交通工具規定 | 曾感染2019冠狀病毒病人士                                                         | 按從極高險國家或外國的人士按規定出示疫苗證明                                                                                          | 2022年4月5日        | 實施中   | 曾感染2019冠狀病毒病的曾感染新冠病毒未超過2個月的人士，須在相隔至少24小時連續3次病毒抗原或核酸檢測陰性後至少14天，並符合其他病毒核酸檢測及疫苗接種要求，才可登上前來澳門特別行政區的民用交通工具。 |

### 2023年1月8日起放寬防疫措施下對各國家或地區實施的措施
《澳門特別行政區公報》於2023年1月4日刊登行政長官批示，衛生局亦都作出調整入境、過境防疫措施的公告；措施包括：
- 一、恢復澳門國際機場的轉機業務；
- 二、取消對持外國護照入境人士的特別限制措施，所有國籍人士均可在遵守其他入境條件的前提下，無須獲得衛生當局的事先批准而由任何地區進入澳門特別行政區；
- 三、取消所有口岸的強制入境健康申報措施及入境後的健康管理措施；
- 四、入境人士核酸檢測證明：由中國以外國家和地區入境澳門的人士，須在登機、登船前來澳門特別行政區時出示四十八小時內進行的抗原檢測或核酸檢測陰性的證明；由中國大陸、香港及台灣入境澳門的人士無須出示任何檢測證明；
- 五、由香港、台灣或中國以外國家和地區入境澳門的人士，在入境翌日起計第七天內離境前往中國大陸時，須出示四十八小時內採樣的核酸檢測陰性證明（珠澳口岸為採樣日後四十八小時，其他口岸以目的地口岸的要求為準）。

另外治安警察局呼籲進出澳門特別行政區的人士須留意以下幾點：
- 一、由香港、台灣及中國以外的國家和地區入境澳門的人士，在入境翌日起計七日內離境前往中國大陸，需要出示四十八小時內採樣的核酸檢測陰性證明。在各個口岸將會設置人工專道為上述人士辦理離境手續，上述人士不可隨車過關，衛生局的工作人員亦會在專道內協助檢查核酸證明（可以是紙本證明或透過健康碼出示）。
- 二、在一月八日零時起，所有通關人士如從珠澳口岸離境進入內地，將會維持現行粵康碼通關憑證的措施，通關人士提前轉換好粵康碼通關憑證，可透過澳門健康碼轉換或者透「粵省事」小程式生成粵康碼。
- 三、根據第165/2010號行政長官批示的規定，包括孟加拉、尼泊爾、尼日利亞、巴基斯坦、斯里蘭卡及越南等六個國家的國民，在1月15日起需預先透過中國駐外的使領機構取得澳門的簽證，才能入境澳門特別行政區，即恢復疫情前的措施。

### 中國內地以外的國家和地區 (2020年起實施)

#### 香港和台灣
| 國家或地區   | 措施                                 | 適用人群                             | 開始日期           | 結束日期 | 備注 |
| ------------ | ------------------------------------ | ------------------------------------ | ------------------ | --- | --- |
| 香港         | 14日醫學觀察                         | 澳門居民，中國內地、香港以及台灣居民 | 2020年3月25日0時   | 2020年12月21日22時 | |
| 香港         | 14日醫學觀察                         | 澳門居民，中國內地、香港以及台灣居民 | 2021年3月20日12時  | | |
| 香港         | 21日醫學觀察                         | 澳門居民，中國內地、香港以及台灣居民 | 2020年12月21日22時 | 2021年3月20日12時 | |
| 香港         | 申請入境                             | 外國人                               | 2020年12月1日      | 2020年12月23日 | 入境前14天內到過香港和台灣的外國人，必須具備下列條件： - 證明其進入澳門符合澳門的公共利益，尤其是防治疾病、緊急救援，以及維持澳門正常運作或居民基本生活所需的例外情況。 |
| 臺灣         | 申請入境                             | 外國人                               | 2020年12月1日      | 2020年12月23日 | 入境前14天內到過香港和台灣的外國人，必須具備下列條件： - 證明其進入澳門符合澳門的公共利益，尤其是防治疾病、緊急救援，以及維持澳門正常運作或居民基本生活所需的例外情況。 |
| 14日醫學觀察 | 澳門居民，中國內地、香港以及台灣居民 | 2020年3月25日0時                     | 2021年5月16日0時   | 2021年5月14日0時起，入境前14天內曾經到台灣而須進行14日醫學觀察的人士，再接受14天自我健康管理，在台灣登機前往澳門時須持有72小時內的核酸陰性結果證明。 | |
| 21日醫學觀察 | 澳門居民，中國內地、香港以及台灣居民 | 2021年5月16日0時                     |                    | | |
| 28日醫學觀察 | 澳門居民，中國內地、香港以及台灣居民 | 2021年5月18日                        |                    | 血清抗體檢測呈陽性者。 | |

#### 外國
| 國家或地區   | 措施             | 適用人群                         | 開始日期          | 結束日期               | 備注                             |
| ------------ | ---------------- | -------------------------------- | ----------------- | ---------------------- | -------------------------------- |
| 所有地方     | 拒絕入境         | 不持有外地僱員身份認別證的外國人 | 2020年3月18日     | 2020年3月19日          | 持有外地僱員身份認別證的人士除外 |
| 所有地方     | 拒絕入境         | 外國人                           | 2020年3月19日     |                        |                                  |
|              | 醫學檢查         | 所有人                           | 2020年2月20日0時  | 2020年2月25日0時       |                                  |
| 14日醫學觀察 | 2020年2月25日0時 | 所有人                           | 2020年3月18日     |                        |                                  |
| 伊朗         | 14日醫學觀察     | 所有人                           | 2020年3月18日     | 2020年2月29日12時      |                                  |
| 日本         | 醫學檢查         | 所有人                           | 2020年3月8日12時  | 2020年3月10日12時      |                                  |
| 日本         | 14日醫學觀察     | 所有人                           | 2020年3月10日12時 | 2020年3月18日          |                                  |
| 義大利       | 14日醫學觀察     | 所有人                           | 2020年2月29日12時 | 2020年3月18日          |                                  |
| 德国         | 醫學檢查         | 所有人                           | 2020年3月8日12時  | 2020年3月10日12時      |                                  |
| 德国         | 14日醫學觀察     | 所有人                           | 2020年3月10日12時 | 2020年3月18日          |                                  |
| 法國         | 醫學檢查         | 所有人                           | 2020年3月8日12時  | 2020年3月10日12時      |                                  |
| 法國         | 14日醫學觀察     | 所有人                           | 2020年3月10日12時 | 2020年3月18日          |                                  |
| 西班牙       | 醫學檢查         | 所有人                           | 2020年3月8日12時  | 2020年3月10日12時      |                                  |
| 西班牙       | 14日醫學觀察     | 所有人                           | 2020年3月10日12時 | 2020年3月18日          |                                  |
| 挪威         | 醫學檢查         | 所有人                           | 2020年3月12日12時 | 2020年3月17日          |                                  |
| 挪威         | 14日醫學觀察     | 所有人                           | 2020年3月17日     | 2020年3月18日          |                                  |
| 奥地利       | 14日醫學觀察     | 所有人                           | 2020年3月17日     | 2020年3月18日          |                                  |
| 比利时       | 14日醫學觀察     | 所有人                           | 2020年3月17日     | 2020年3月18日          |                                  |
| 捷克         | 14日醫學觀察     | 所有人                           | 2020年3月17日     | 2020年3月18日          |                                  |
| 丹麦         | 14日醫學觀察     | 所有人                           | 2020年3月17日     | 2020年3月18日          |                                  |
| 爱沙尼亚     | 14日醫學觀察     | 所有人                           | 2020年3月17日     | 2020年3月18日          |                                  |
| 芬兰         | 14日醫學觀察     | 所有人                           | 2020年3月17日     | 2020年3月18日          |                                  |
| 希腊         | 14日醫學觀察     | 所有人                           | 2020年3月17日     | 2020年3月18日          |                                  |
| 匈牙利       | 14日醫學觀察     | 所有人                           | 2020年3月17日     | 2020年3月18日          |                                  |
| 冰島         | 14日醫學觀察     | 所有人                           | 2020年3月17日     | 2020年3月18日          |                                  |
| 拉脫維亞     | 14日醫學觀察     | 所有人                           | 2020年3月17日     | 2020年3月18日          |                                  |
| 列支敦斯登   | 14日醫學觀察     | 所有人                           | 2020年3月17日     | 2020年3月18日          |                                  |
| 立陶宛       | 14日醫學觀察     | 所有人                           | 2020年3月17日     | 2020年3月18日          |                                  |
| 盧森堡       | 14日醫學觀察     | 所有人                           | 2020年3月17日     | 2020年3月18日          |                                  |
| 馬爾他       | 14日醫學觀察     | 所有人                           | 2020年3月17日     | 2020年3月18日          |                                  |
| 荷蘭         | 14日醫學觀察     | 所有人                           | 2020年3月17日     | 2020年3月18日          |                                  |
| 波蘭         | 14日醫學觀察     | 所有人                           | 2020年3月17日     | 2020年3月18日          |                                  |
| 葡萄牙       | 14日醫學觀察     | 所有人                           | 2020年3月17日     | 2020年3月18日          |                                  |
| 斯洛伐克     | 14日醫學觀察     | 所有人                           | 2020年3月17日     | 2020年3月18日          |                                  |
| 斯洛維尼亞   | 14日醫學觀察     | 所有人                           | 2020年3月17日     | 2020年3月18日          |                                  |
| 瑞典         | 14日醫學觀察     | 所有人                           | 2020年3月17日     | 2020年3月18日          |                                  |
| 瑞士         | 14日醫學觀察     | 所有人                           | 2020年3月17日     | 2020年3月18日          |                                  |
| 英国         | 14日醫學觀察     | 所有人                           | 2020年3月17日     | 2020年3月18日          |                                  |
| 俄羅斯       | 14日醫學觀察     | 所有人                           | 2020年3月17日     | 2020年3月18日          |                                  |
| 美国         | 14日醫學觀察     | 所有人                           | 2020年3月17日     | 2020年3月18日          |                                  |
| 加拿大       | 14日醫學觀察     | 所有人                           | 2020年3月17日     | 2020年3月18日          |                                  |
| 巴西         | 14日醫學觀察     | 所有人                           | 2020年3月17日     | 2020年3月18日          |                                  |
| 28日醫學觀察 | 澳門居民         | 2021年4月26日0時                 |                   |                        |                                  |
| 35日醫學觀察 | 澳門居民         | 2021年5月18日                    |                   | 血清抗體檢測呈陽性者。 |                                  |
| 埃及         | 14日醫學觀察     | 所有人                           | 2020年3月17日     | 2020年3月18日          |                                  |
|              | 14日醫學觀察     | 所有人                           | 2020年3月17日     | 2020年3月18日          |                                  |
| 印度         | 28日醫學觀察     | 澳門居民                         | 2021年4月19日0時  |                        |                                  |
| 印度         | 35日醫學觀察     | 澳門居民                         | 2021年5月18日     |                        | 血清抗體檢測呈陽性者。           |
| 菲律賓       | 28日醫學觀察     | 澳門居民                         | 2021年4月19日0時  |                        |                                  |
| 菲律賓       | 35日醫學觀察     | 澳門居民                         | 2021年5月18日     |                        | 血清抗體檢測呈陽性者。           |
| 尼泊尔       | 28日醫學觀察     | 澳門居民                         | 2021年4月26日0時  |                        |                                  |
| 尼泊尔       | 35日醫學觀察     | 澳門居民                         | 2021年5月18日     |                        | 血清抗體檢測呈陽性者。           |
| 巴基斯坦     | 28日醫學觀察     | 澳門居民                         | 2021年4月19日0時  |                        |                                  |
| 巴基斯坦     | 35日醫學觀察     | 澳門居民                         | 2021年5月18日     |                        | 血清抗體檢測呈陽性者。           |

### 中國內地 (2020年至2021年)

#### 全國低風險地區
| 出入境措施                                                  | 適用人群                                                             | 開始日期         | 結束日期         | 備註 |
| ----------------------------------------------------------- | -------------------------------------------------------------------- | ---------------- | ---------------- | --- |
| 14日醫學觀察                                                | 曾經到過到過內地的持有外地僱員身份認別證的人士                       | 2020年2月20日    | 2020年7月19日6時 | 須在珠海市的指定地點進行14日醫學觀察。完成14天醫學觀察後，將由專車送往拱北口岸入境澳門。 |
| 持7天內有效病毒核酸檢測結果為陰性的證明+澳門健康碼為綠碼    | 擁有珠海市戶籍或持有珠海市居住證的持有外地僱員身份認別證的人士       | 2020年5月11日6時 | 2020年7月19日6時 | |
| 持7天內有效病毒核酸檢測結果為陰性的證明+澳門健康碼為綠碼    | 所有人                                                               | 2020年5月11日6時 | 2021年6月8日10時 | 所有由廣東省入境澳門的人士，均須持有7天內有效病毒核酸檢測結果為陰性的證明才能過關，有關證明可以在澳門健康碼或粵康碼顯示。澳門居民未能出示上述核酸證明，須即時接受核酸檢測，直至結果為陰性才能放行；非澳門居民未能出示上述核酸證明，將被拒絕入境。                                                     |
| 持7天內有效病毒核酸檢測結果為陰性的證明+澳門健康碼為綠碼    | 所有人                                                               | 2021年7月10日0時 | 2021年8月4日6時  | 所有由廣東省入境澳門的人士，均須持有7天內有效病毒核酸檢測結果為陰性的證明才能過關，有關證明可以在澳門健康碼或粵康碼顯示。澳門居民未能出示上述核酸證明，須即時接受核酸檢測，直至結果為陰性才能放行；非澳門居民未能出示上述核酸證明，將被拒絕入境。                                                     |
| 持7天內有效病毒核酸檢測結果為陰性的證明+澳門健康碼為綠碼    | 所有人                                                               | 2021年8月25日0時 |                  | 所有由廣東省入境澳門的人士，均須持有7天內有效病毒核酸檢測結果為陰性的證明才能過關，有關證明可以在澳門健康碼或粵康碼顯示。澳門居民未能出示上述核酸證明，須即時接受核酸檢測，直至結果為陰性才能放行；非澳門居民未能出示上述核酸證明，將被拒絕入境。                                                     |
| 持7天內有效病毒核酸檢測結果為陰性的證明+澳門健康碼為綠碼    | 所有人                                                               | 2020年5月11日6時 | 2021年7月10日0時 | 所有由除廣東省外的其他地區入境澳門的人士，均須持有7日內病毒核酸檢測證明（檢測結果陰性）才能過關；有關證明可以在紙本顯示；若未能出示上述核酸證明者，將被拒絕入境。 |
| 持7天內有效病毒核酸檢測結果為陰性的證明+澳門健康碼為綠碼    | 所有人                                                               | 2021年9月1日0時  |                  | 所有由除廣東省外的其他地區入境澳門的人士，均須持有7日內病毒核酸檢測證明（檢測結果陰性）才能過關；有關證明可以在紙本顯示；若未能出示上述核酸證明者，將被拒絕入境。 |
| 持7天內有效病毒核酸檢測結果為陰性的證明+澳門健康碼為綠碼    | 經珠海市認可機構確認經常居住地為珠海巿的持有外地僱員身份認別證的人士 | 2020年5月22日6時 | 2020年7月19日6時 | |
| 持48小時內有效病毒核酸檢測結果為陰性的證明+澳門健康碼為綠碼 | 所有人                                                               | 2021年7月31日0時 | 2021年9月1日0時  | 所有由除廣東省外的其他地區入境澳門的人士，均須持有48小時內病毒核酸檢測證明（檢測結果陰性）才能過關；有關證明可以在紙本顯示；若未能出示上述核酸證明者，將被拒絕入境。 |
| 申請入境                                                    | 外國人                                                               | 2020年12月1日    | 2020年12月23日   | 入境前14天內身處中國內地的外國人，可用以下理由申請豁免入境限制： - 澳門居民的配偶或子女； - 已取得外地僱員逗留許可或以工作為目的的入境憑證的人士，以及其已取得或有條件取得逗留許可的隨行家屬； - 已取得居留許可的人士； - 巳獲澳門高等教育學校錄取的學生； - 來澳參與重要商務、學術或專業活動的人士。 |
| 申請入境                                                    | 外國人                                                               | 2020年12月23日   |                  | 入境前21天內身處中國內地的外國人，可用以下理由申請豁免入境限制： - 澳門居民的配偶或子女； - 已取得外地僱員逗留許可或以工作為目的的入境憑證的人士，以及其已取得或有條件取得逗留許可的隨行家屬； - 已取得居留許可的人士； - 巳獲澳門高等教育學校錄取的學生； - 來澳參與重要商務、學術或專業活動的人士。 |
| 申請入境                                                    | 外國人                                                               | 2021年5月5日0時  |                  | 入境前21天內身處中國內地或澳門的外國人，且屬家庭團聚或其他與澳門有密切聯繫的例外情況，經衛生局作出事先批准，方可入境。 |
| 可入境                                                      | 外國人                                                               | 2021年3月16日0時 |                  | 入境前21天內身處中國內地或澳門的外國人，並持有中國外交部駐澳特派員公署發出的赴內地簽證，由澳門前往內地後在該簽證有效期內返回 |

#### 中國內地高發地區(適用至2020年5月11日6時)
| 出入境措施 | 適用人群                         | 開始日期         | 結束日期         | 備註                                 |
| ---------- | -------------------------------- | ---------------- | ---------------- | ------------------------------------ |
| 醫學檢查   | 過去14日曾到過當地的中國內地居民 | 2020年2月20日0時 | 2020年5月11日6時 | 若拒絕接受醫學檢查，將被送往離境處。 |

#### 湖北省
| 地區                   | 地區                     | 出入境措施                              | 適用人群                     | 入境時間   | 開始日期          | 結束日期          | 備註 |
| ---------------------- | ------------------------ | --------------------------------------- | ---------------------------- | ---------- | ----------------- | ----------------- | --- |
| 全省                   | 全省                     | 拒絕入境                                | 曾到過當地的非澳門居民       | 過去14日   | 2020年1月27日     | 2020年7月13日18時 | 能出示由合法醫療機構發出的證明無感染新型冠狀病毒的醫生證明書的非澳門居民方能入境。                        |
| 全省                   | 全省                     | 14天醫學觀察                            | 曾到過當地的澳門居民         | 過去14日   | 2020年1月27日     | 2020年7月13日18時 | |
| 黃崗市                 |                          |                                         |                              |            |                   |                   | |
| 紅安縣永佳河鎮         | 紅安縣永佳河鎮           | 醫學觀察至離開當地後14天但最短不少於7天 | 曾到過當地的入境人士         | 過去14日   | 2021年7月31日18時 | 2021年8月21日0時  | |
| 團風縣                 | 團風縣                   | 醫學觀察至離開當地後14天但最短不少於7天 | 曾到過當地的入境人士         | 過去14日   | 2021年8月13日0時  | 2021年9月3日0時   | |
| 團風縣                 | 團風縣                   | 自我健康管理(黃碼)                      | 曾到過當地的已入境人士       | 過去14日   | 2021年8月13日0時  | 2021年9月3日0時   | 須接受自我健康管理至離開當地14天為止，期間須在開始措施的第 1、2、4、7、12 天接受最多5次的新冠病毒核酸檢測 |
| 武漢市                 |                          |                                         |                              |            |                   |                   | |
| 經濟技術開發區沌口街道 | 經濟技術開發區沌口街道   | 醫學觀察至離開當地後14天但最短不少於7天 | 曾到過當地的入境人士         | 過去14日內 | 2021年8月5日19時  | 2021年9月3日0時   | |
| 經濟技術開發區沌口街道 | 經濟技術開發區沌口街道   | 自我健康管理(黃碼)                      | 曾到過當地的已入境人士       | 過去14日內 | 2021年8月5日19時  | 2021年9月3日0時   | 須接受自我健康管理至離開當地14天為止，期間須在開始措施的第 1、2、4、7、12 天接受最多5次的新冠病毒核酸檢測 |
| 江夏區                 | 紙坊街道或江夏經濟開發區 | 醫學觀察至離開當地後14天但最短不少於7天 | 曾到過當地的入境人士         | 過去14日內 | 2021年8月13日0時  | 2021年9月3日0時   | |
| 江夏區                 | 紙坊街道或江夏經濟開發區 | 自我健康管理(黃碼)                      | 曾到過當地的已入境人士       | 過去14日內 | 2021年8月13日0時  | 2021年9月3日0時   | 須接受自我健康管理至離開當地14天為止，期間須在開始措施的第 1、2、4、7、12 天接受最多5次的新冠病毒核酸檢測 |
| 荊門市                 |                          |                                         |                              |            |                   |                   | |
| 掇刀區                 | 興隆街道                 | 醫學觀察至離開當地後14天但最短不少於7天 | 曾到過當地的入境人士         | 過去14日內 | 2021年8月13日0時  | 2021年9月5日0時   | |
| 掇刀區                 | 興隆街道                 | 自我健康管理(黃碼)                      | 曾到過當地的已入境人士       | 過去14日內 | 2021年8月13日0時  | 2021年9月5日0時   | 須接受自我健康管理至離開當地14天為止，期間須在開始措施的第 1、2、4、7、12 天接受最多5次的新冠病毒核酸檢測 |
| 掇刀區                 | 團林鋪鎮                 | 醫學觀察至離開當地後14天但最短不少於7天 | 曾到過當地的入境人士         | 過去14日內 | 2021年8月13日0時  |                   | |
| 掇刀區                 | 團林鋪鎮                 | 自我健康管理(黃碼)                      | 曾到過當地的已入境人士       | 過去14日內 | 2021年8月13日0時  |                   | 須接受自我健康管理至離開當地14天為止，期間須在開始措施的第 1、2、4、7、12 天接受最多5次的新冠病毒核酸檢測 |
| 荊州市                 |                          |                                         |                              |            |                   |                   | |
| 沙市區                 | 沙市區                   | 醫學觀察至離開當地後14天但最短不少於7天 | 曾到當地的入境人士           | 過去14日內 | 2021年8月2日19時  | 2021年8月23日0時  | |
| 沙市區                 | 沙市區                   | 自我健康管理(黃碼)                      | 曾去過當地的已入境人士       | 過去14日內 | 2021年8月2日19時  | 2021年8月23日0時  | 須接受自我健康管理至離開當地14天為止，期間須在開始措施的第 1、2、4、7、12 天接受最多5次的新冠病毒核酸檢測 |
| 荊州高鐵站             | 荊州高鐵站               | 醫學觀察至離開當地後14天但最短不少於7天 | 曾去過當地的入境或已入境人士 | 過去14日內 | 2021年8月2日19時  | 2021年8月23日0時  | |

#### 廣東省
| 地區                                | 地區                                     | 出入境措施                                 | 適用人群                              | 入境時間                                        | 開始日期          | 結束日期          | 備註 |
| ----------------------------------- | ---------------------------------------- | ------------------------------------------ | ------------------------------------- | ----------------------------------------------- | ----------------- | ----------------- | --- |
| 全省(從廣東省各口岸出入境澳門)      | 全省(從廣東省各口岸出入境澳門)           | 持48小時內有效病毒核酸檢測結果為陰性的證明 | 從廣東省各口岸入境的人士              |                                                 | 2021年6月8日10時  | 2021年7月10日0時  | 由廣東進入澳門的澳門居民，如果未能出示有效核酸報告，須立即接受檢測，並須等候檢測結果，沒有48小時內核酸檢測陰性證明的非澳門居民則不允許入境。 |
| 全省(從廣東省各口岸出入境澳門)      | 全省(從廣東省各口岸出入境澳門)           | 持48小時內有效病毒核酸檢測結果為陰性的證明 | 從廣東省各口岸入境的人士              |                                                 | 2021年8月9日6時   | 2021年8月25日0時  | 由廣東進入澳門的澳門居民，如果未能出示有效核酸報告，須立即接受檢測，並須等候檢測結果，沒有48小時內核酸檢測陰性證明的非澳門居民則不允許入境。 |
| 全省(從廣東省各口岸出入境澳門)      | 全省(從廣東省各口岸出入境澳門)           | 持24小時內有效病毒核酸檢測結果為陰性的證明 | 從廣東省各口岸入境的人士              |                                                 | 2021年8月3日20時  | 2021年8月4日6時   | |
| 全省(從廣東省各口岸出入境澳門)      | 全省(從廣東省各口岸出入境澳門)           | 持12小時內有效病毒核酸檢測結果為陰性的證明 | 從廣東省各口岸入境的人士              |                                                 | 2021年8月4日6時   | 2021年8月9日6時   | |
| 珠海市                              |                                          |                                            |                                       |                                                 |                   |                   | |
| 全市                                | 全市                                     | 醫學檢查                                   | 曾到過當地的入境人士                  | 過去14日內                                      | 2020年2月20日0時  | 2020年5月11日6時  | 僅限於一天不正常往返（來回珠澳三次或以上）珠澳兩地的澳門居民。 |
| 和7月25日珠海市診斷感染者有共同軌跡 | 和7月25日珠海市診斷感染者有共同軌跡      | 自我健康管理(黃碼)                         | 和7月25日珠海市診斷感染者有共同軌跡者 | 7月19至21日期間曾與珠海新增個案的活動軌跡有重疊 | 2021年7月26日     | 2021年8月13日21時 | 在7月19至21日期間曾與珠海新增個案的活動軌跡有重疊，或曾到過有關場所的人士，可透過在「澳門健康碼」旅居史點選「珠海-與7月25日診斷的新冠病例行程重疊」、電郵或致電登記，衛生局將安排在未來7天安排3次核酸檢測，每次檢測需相隔1天，而澳門健康碼轉為黃碼，結果為陰性則轉回綠碼。 |
| 汕尾市                              |                                          |                                            |                                       |                                                 |                   |                   | |
| 陸豐市                              | 南塘鎮                                   | 14日醫學觀察                               | 曾到過當地的入境人士                  | 過去14日內                                      | 2020年8月21日6時  | 2020年8月31日0時  | |
| 廣州市                              |                                          |                                            |                                       |                                                 |                   |                   | |
| 荔灣區                              | 龍津街道錦龍社區                         | 14日醫學觀察                               | 曾到過當地的入境人士                  | 過去14日內                                      | 2021年5月22日14時 | 2021年6月6日18時  | |
| 荔灣區                              | 白鶴洞街道鶴園小區、鶴平社區             | 14日醫學觀察                               | 曾到過當地的入境人士                  | 過去14日內                                      | 2021年5月27日6時  | 2021年5月29日12時 | |
| 荔灣區                              | 白鶴洞街道                               | 14日醫學觀察                               | 曾到過當地的入境人士                  | 過去14日內                                      | 2021年5月29日12時 | 2021年6月6日18時  | 包括鶴洞社區、鶴建里社區、山頂社區、鶴平社區、鶴翔社區、鶴園社區、觀鶴社區、金道社區、觀御社區、曼寧社區、融穗社區 |
| 荔灣區                              | 中南街道                                 | 14日醫學觀察                               | 曾到過當地的入境人士                  | 過去14日內                                      | 2021年5月29日12時 | 2021年6月6日18時  | 包括海中社區、海南社區 |
| 荔灣區                              | 東漖街道                                 | 14日醫學觀察                               | 曾到過當地的入境人士                  | 過去14日內                                      | 2021年5月29日12時 | 2021年6月6日18時  | 包括康乃馨社區、東漖社區、西塱社區、芳村花園社區、芳和花園第一社區、裕安社區 |
| 荔灣區                              | 衝口街道                                 | 14日醫學觀察                               | 曾到過當地的入境人士                  | 過去14日內                                      | 2021年5月29日12時 | 2021年6月6日18時  | 包括鶴松社區、沙湧社區、杏花社區、聯合圍社區、兄弟園社區、聚龍社區、羅湧社區、坑口社區、匯興社區、怡苑社區 |
| 荔灣區                              | 海龍街道                                 | 14日醫學觀察                               | 曾到過當地的入境人士                  | 過去14日內                                      | 2021年5月29日21時 | 2021年6月6日18時  | 包括增滘社區、海北社區、龍溪社區、龍灣社區、大和社區、江北社區 |
| 荔灣區                              | 石圍塘街道、茶滘街道、東沙街道、花地街道 | 14日醫學觀察                               | 曾到過當地的入境人士                  | 過去14日內                                      | 2021年6月4日0時   | 2021年6月6日18時  | |
| 荔灣區                              | 全區                                     | 14日醫學觀察                               | 曾到過當地的入境人士                  | 過去14日內                                      | 2021年6月6日18時  | 2021年7月3日0時   | |
| 海珠區                              | 昌崗街道五鳳社區                         | 14日醫學觀察                               | 曾到過當地的入境人士                  | 過去14日內                                      | 2021年6月2日21時  | 2021年6月6日18時  | |
| 海珠區                              | 瑞寶街道南洲名苑小區                     | 14日醫學觀察                               | 曾到過當地的入境人士                  | 過去14日內                                      | 2021年5月29日0時  | 2021年6月6日18時  | |
| 海珠區                              | 水榕路中海橡園國際小區                   | 14日醫學觀察                               | 曾到過當地的入境人士                  | 過去14日內                                      | 2021年6月1日0時   | 2021年6月6日18時  | |
| 海珠區                              | 全區                                     | 14日醫學觀察                               | 曾到過當地的入境人士                  | 過去14日內                                      | 2021年6月6日18時  | 2021年6月25日18時 | |
| 番禺區                              | 洛浦街道南浦環島西路南浦小區             | 14日醫學觀察                               | 曾到過當地的入境人士                  | 過去14日內                                      | 2021年6月1日0時   | 2021年6月5日0時   | |
| 番禺區                              | 洛浦街錦繡半島社區                       | 14日醫學觀察                               | 曾到過當地的入境人士                  | 過去14日內                                      | 2021年6月5日0時   | 2021年6月6日18時  | |
| 番禺區                              | 全區                                     | 14日醫學觀察                               | 曾到過當地的入境人士                  | 過去14日內                                      | 2021年6月6日18時  | 2021年6月29日21時 | 若從其他地方乘高鐵途經廣州南站但沒有出站者不視為去過番禺區，無需申報去過番禺，不需接受14天醫學觀察。 |
| 番禺區                              | 大石街道                                 | 14日醫學觀察                               | 曾到過當地的入境人士                  | 過去14日內                                      | 2021年6月29日21時 | 2021年7月7日18時  | |
| 越秀區                              | 全區                                     | 14日醫學觀察                               | 曾到過當地的入境人士                  | 過去14日內                                      | 2021年6月6日18時  | 2021年6月25日18時 | |
| 南沙區                              | 全區                                     | 14日醫學觀察                               | 曾到過當地的入境人士                  | 過去14日內                                      | 2021年6月6日18時  | 2021年7月3日0時   | |
| 白雲區                              | 永平街道                                 | 14日醫學觀察                               | 曾到過當地的入境人士                  | 過去14日內                                      | 2021年6月14日14時 | 2021年6月29日21時 | |
| 佛山市                              |                                          |                                            |                                       |                                                 |                   |                   | |
| 禪城區                              | 石灣鎮湖景社區                           | 14天醫學觀察                               | 曾到過當地的入境人士                  | 過去14日內                                      | 2021年5月29日0時  | 2021年6月6日18時  | |
| 禪城區                              | 全區                                     | 14天醫學觀察                               | 曾到過當地的入境人士                  | 過去14日內                                      | 2021年6月6日18時  | 2021年6月25日18時 | |
| 南海區                              | 桂城街道華福御水岸小區                   | 14天醫學觀察                               | 曾到過當地的入境人士                  | 過去14日內                                      | 2021年5月29日21時 | 2021年6月6日18時  | |
| 南海區                              | 桂城街道萬科金域名都小區                 | 14天醫學觀察                               | 曾到過當地的入境人士                  | 過去14日內                                      | 2021年6月6日0時   | 2021年6月6日18時  | |
| 南海區                              | 全區                                     | 14天醫學觀察                               | 曾到過當地的入境人士                  | 過去14日內                                      | 2021年6月6日18時  | 2021年7月3日0時   | |
| 盈康包裝有限公司宿舍                | 盈康包裝有限公司宿舍                     | 14天醫學觀察                               | 曾到過當地的入境人士                  | 過去14日內                                      | 2021年6月6日0時   | 2021年7月3日0時   | |
| 深圳市                              |                                          |                                            |                                       |                                                 |                   |                   | |
| 龍崗區                              | 園山街道西坑社區                         | 14日醫學觀察                               | 曾到過當地的入境人士                  | 過去14日內                                      | 2021年5月26日21時 | 2021年6月16日21時 | |
| 龍崗區                              | 園山街道安良八村                         | 14日醫學觀察                               | 曾到過當地的入境人士                  | 過去14日內                                      | 2021年5月26日21時 | 2021年5月28日0時  | |
| 龍崗區                              | 園山街道安良社區                         | 14日醫學觀察                               | 曾到過當地的入境人士                  | 過去14日內                                      | 2021年5月28日0時  | 2021年6月16日21時 | |
| 鹽田區                              | 沙頭角街道橋東新村                       | 14日醫學觀察                               | 曾到過當地的入境人士                  | 過去14日內                                      | 2021年5月26日21時 | 2021年6月16日21時 | |
| 鹽田區                              | 鹽田街道沙崗圩、東海麗景花園             | 14日醫學觀察                               | 曾到過當地的入境人士                  | 過去14日內                                      | 2021年5月26日21時 | 2021年6月16日21時 | |
| 鹽田區                              | 鹽田街道東海社區                         | 14日醫學觀察                               | 曾到過當地的入境人士                  | 過去14日內                                      | 2021年6月1日0時   | 2021年6月16日21時 | |
| 鹽田區                              | 鹽田街道沿港社區                         | 14日醫學觀察                               | 曾到過當地的入境人士                  | 過去14日內                                      | 2021年6月2日21時  | 2021年6月16日21時 | |
| 鹽田區                              | 鹽田港                                   | 14日醫學觀察                               | 曾到過當地的入境人士                  | 過去14日內                                      | 2021年5月26日21時 | 2021年6月16日21時 | |
| 寶安區                              | 福永街道                                 | 14日醫學觀察                               | 曾到過當地的入境人士                  | 過去14日內                                      | 2021年6月19日12時 | 2021年7月6日1時   | 不包括深圳寶安國際機場和福永碼頭 |
| 茂名市                              |                                          |                                            |                                       |                                                 |                   |                   | |
| 電白區                              | 那霍鎮馬路舊屋村                         | 14日醫學觀察                               | 曾到過當地的入境人士                  | 過去14日內                                      | 2021年6月1日0時   | 2021年6月16日21時 | |
| 湛江市                              |                                          |                                            |                                       |                                                 |                   |                   | |
| 吳川市                              | 覃巴鎮下榕村                             | 14日醫學觀察                               | 曾到過當地的入境人士                  | 過去14日內                                      | 2021年6月8日21時  | 2021年6月25日18時 | |
| 東莞市                              |                                          |                                            |                                       |                                                 |                   |                   | |
| 南城街道                            | 南城街道                                 | 14日醫學觀察                               | 曾到過當地的入境人士                  | 過去14日內                                      | 2021年6月19日0時  | 2021年7月3日18時  | |
| 麻涌鎮                              | 新華學院東莞校區                         | 14日醫學觀察                               | 曾到過當地的入境人士                  | 過去14日內                                      | 2021年6月21日0時  | 2021年7月6日1時   | |
| 中山市                              |                                          |                                            |                                       |                                                 |                   |                   | |
| 全市                                | 全市                                     | 持48小時內有效病毒核酸檢測結果為陰性的證明 | 曾到過當地的入境人士                  | 過去14日內                                      | 2021年7月23日21時 | 2021年8月9日6時   | 2021年7月19日後曾經到過廣東中山的澳門居民，如果未能出示有效核酸報告，則可自行折返或須在指定地點接受檢測並等待檢測結果，非澳門居民則不允許入境。 |

#### 北京市
| 地區                         | 出入境措施                              | 適用人群                     | 入境時間   | 開始日期           | 結束日期          | 備註 |
| ---------------------------- | --------------------------------------- | ---------------------------- | ---------- | ------------------ | ----------------- | --- |
| 全市                         | 醫學檢查                                | 過去14日曾到過當地的入境人士 | 過去14日內 | 2020年6月15日      | 2020年6月17日     | 所有過去14天曾到過北京的人士，入境本澳健康申報時，健康碼將變為黃色，政府會對這些人士作個別的健康評估，例如若他們曾出現症狀、或曾到過北京新發地農產品批發市場及玉泉東市場等，則需要接受14天的醫學觀察；若未有到過高發地區，政府亦會對他們作出持續的健康情況跟進，包括會在他們留澳期間致電了解健康狀況。 |
| 全市                         | 14日醫學觀察                            | 過去14日曾到過當地的入境人士 | 過去14日內 | 2020年6月17日12時  | 2020年7月13日18時 | |
| 朝陽區                       |                                         |                              |            |                    |                   | |
| 酒仙橋街道大山子社區         | 14日醫學觀察                            | 曾到過當地的入境人士         | 過去14日內 | 2020年12月20日0時  | 2021年1月29日0時  | |
| 順義區                       |                                         |                              |            |                    |                   | |
| 南法信鎮、高麗營鎮、勝利街道 | 14日醫學觀察                            | 曾到過當地的入境人士         | 過去14日內 | 2020年12月27日12時 | 2021年1月29日0時  | |
| 南彩鎮                       | 14日醫學觀察                            | 曾到過當地的入境人士         | 過去14日內 | 2021年1月2日6時    | 2021年1月29日0時  | |
| 仁和鎮                       | 14日醫學觀察                            | 曾到過當地的入境人士         | 過去14日內 | 2021年1月3日9時    | 2021年1月29日0時  | |
| 北石槽鎮、趙全營鎮           | 14日醫學觀察                            | 曾到過當地的入境人士         | 過去14日內 | 2021年1月12日12時  | 2021年2月9日0時   | |
| 大興區                       |                                         |                              |            |                    |                   | |
| 天宮院街道                   | 14日醫學觀察                            | 曾到過當地的入境人士         | 過去14日內 | 2021年1月19日12時  | 2021年2月17日12時 | |
| 房山區                       |                                         |                              |            |                    |                   | |
| 閻村鎮                       | 醫學觀察至離開當地後14天但最短不少於7天 | 曾到過當地的入境人士         | 過去14日內 | 2021年8月5日19時   | 2021年8月30日0時  | |
| 閻村鎮                       | 自我健康管理(黃碼)                      | 曾到過當地的已入境人士       | 過去14日內 | 2021年8月5日19時   | 2021年8月30日0時  | 須接受自我健康管理至離開當地14天為止，期間須在開始措施的第 1、2、4、7、12 天接受最多5次的新冠病毒核酸檢測 |
| 昌平區                       |                                         |                              |            |                    |                   | |
| 龍澤園街道                   | 醫學觀察至離開當地後14天但最短不少於7天 | 曾到過當地的入境人士         | 過去14日內 | 2021年8月5日19時   | 2021年8月27日0時  | |
| 龍澤園街道                   | 自我健康管理(黃碼)                      | 曾到過當地的已入境人士       | 過去14日內 | 2021年8月5日19時   | 2021年8月27日0時  | 須接受自我健康管理至離開當地14天為止，期間須在開始措施的第 1、2、4、7、12 天接受最多5次的新冠病毒核酸檢測 |

#### 新疆維吾爾自治區
| 地區                         | 出入境措施                              | 適用人群               | 入境時間   | 開始日期           | 結束日期         | 備註 |
| ---------------------------- | --------------------------------------- | ---------------------- | ---------- | ------------------ | ---------------- | --- |
| 全省                         | 醫學檢查                                | 曾到過當地的入境人士   | 過去14日內 | 2020年6月27日      | 2020年9月4日0時  | 所有過去14天曾到過新疆的人士，入境本澳健康申報時，健康碼將變為黃色，口岸人員會為他們作個別的健康評估，了解其健康狀況，以及查詢有無接觸過確診患者。同時，倘若相關人士入境時，其核酸檢測結果超過72小時，則會被送往醫院作核酸檢測，直至得出結果為陰性才放行。 |
| 烏魯木齊市                   | 14日醫學觀察                            | 曾到過當地的入境人士   | 過去14日內 | 2020年8月4日6時    | 2020年9月4日0時  | |
| 喀什地區                     | 14日醫學觀察                            | 曾到過當地的入境人士   | 過去14日內 | 2020年10月26日12時 | 2020年11月25日   | |
| 克孜勒蘇柯爾克孜自治州       | 14日醫學觀察                            | 曾到過當地的入境人士   | 過去14日內 | 2020年11月2日12時  | 2020年11月25日   | |
| 吐魯番市高昌區               | 14日醫學觀察                            | 曾到過當地的入境人士   | 過去14日內 | 2020年12月13日6時  | 2021年1月4日18時 | |
| 博爾塔拉蒙古自治州阿拉山口市 | 醫學觀察至離開當地後14天但最短不少於7天 | 曾到過當地的入境人士   | 過去14日內 | 2021年8月16日10時  | 2021年9月3日0時  | |
| 博爾塔拉蒙古自治州阿拉山口市 | 自我健康管理(黃碼)                      | 曾到過當地的已入境人士 | 過去14日內 | 2021年8月16日10時  | 2021年9月3日0時  | 須接受自我健康管理至離開當地14天為止，期間須在開始措施的第 1、2、4、7、12 天接受最多5次的新冠病毒核酸檢測 |

#### 遼寧省
| 地區           | 地區                          | 出入境措施                              | 適用人群                     | 入境時間                        | 開始日期           | 結束日期          | 備註 |
| -------------- | ----------------------------- | --------------------------------------- | ---------------------------- | ------------------------------- | ------------------ | ----------------- | --- |
| 全省           | 全省                          | 醫學檢查                                | 曾到過當地的入境人士         | 過去14日內                      | 2020年6月27日      | 2020年8月20日     | 所有過去14天曾到過遼寧的人士，入境本澳健康申報時，健康碼將變為黃色，口岸人員會為他們作個別的健康評估，了解其健康狀況，以及查詢有無接觸過確診患者。同時，倘若相關人士入境時，其核酸檢測結果超過72小時，則會被送往醫院作核酸檢測，直至得出結果為陰性才放行。 |
| 大連市         |                               |                                         |                              |                                 |                    |                   | |
| 全市           | 全市                          | 14日醫學觀察                            | 曾到過當地的入境人士         | 過去14日內                      | 2020年8月4日6時    | 2020年8月20日     | |
| 全市           | 全市                          | 14日醫學觀察                            | 曾到過當地的入境人士         | 過去14日內                      | 2021年1月3日9時    | 2021年2月3日0時   | |
| 全市           | 全市                          | 自我健康管理(黃碼)                      | 曾去過當地的入境或已入境人士 | 7月17日或之後，離開當地不足14日 | 2021年7月29日      | 2021年8月13日21時 | 須接受自我健康管理至離開當地14天為止，期間須以相隔1、2、3、5天的間隔接受多次核酸檢測。 |
| 金州區         | 先進街道                      | 14日醫學觀察                            | 曾到過當地的入境人士         | 過去14日內                      | 2020年12月20日0時  | 2021年1月3日9時   | |
| 金州區         | 光中街道                      | 14日醫學觀察                            | 曾到過當地的入境人士         | 過去14日內                      | 2020年12月24日0時  | 2021年1月3日9時   | |
| 金州區         | 擁政街道、友誼街道、站前街道  | 14日醫學觀察                            | 曾到過當地的入境人士         | 過去14日內                      | 2020年12月28日0時  | 2021年1月3日9時   | |
| 沙河口區       | 星海灣街道星海公園社區        | 14日醫學觀察                            | 曾到過當地的入境人士         | 過去14日內                      | 2021年1月1日20時   | 2021年1月3日9時   | |
| 甘井子區       | 凌水街道大有恬園社區          | 14日醫學觀察                            | 曾到過當地的入境人士         | 過去14日內                      | 2021年1月1日20時   | 2021年1月3日9時   | |
| 甘井子區       | 泉水街道                      | 醫學觀察至離開當地後14天但最短不少於7天 | 曾到過當地的入境人士         | 7月25日或之後，離開當地不足14日 | 2021年7月30日20時  | 2021年8月13日21時 | |
| 瀋陽市         |                               |                                         |                              |                                 |                    |                   | |
| 全市           | 全市                          | 14日醫學觀察                            | 曾到過當地的入境人士         | 過去14日內                      | 2021年1月5日6時    | 2021年1月29日0時  | |
| 全市           | 全市                          | 自我健康管理(黃碼)                      | 曾去過當地的入境或已入境人士 | 7月17日或之後，離開當地不足14日 | 2021年7月29日      | 2021年8月13日21時 | 須接受自我健康管理至離開當地14天為止，期間須在開始措施的第 1、2、4、7、12 天接受最多5次的新冠病毒核酸檢測 |
| 于洪區         | 北陵街道、華潤橡樹灣          | 14日醫學觀察                            | 曾到過當地的入境人士         | 過去14日內                      | 2020年12月24日18時 | 2021年1月5日6時   | |
| 于洪區         | 中海城                        | 14日醫學觀察                            | 曾到過當地的入境人士         | 過去14日內                      | 2020年12月30日6時  | 2021年1月5日6時   | |
| 于洪區         | 陽光100國際新城、碧桂園銀河城 | 14日醫學觀察                            | 曾到過當地的入境人士         | 過去14日內                      | 2021年5月20日6時   | 2021年6月1日0時   | |
| 皇姑區         | 基業百花園、化工小區          | 14日醫學觀察                            | 曾到過當地的入境人士         | 過去14日內                      | 2020年12月30日6時  | 2021年1月5日6時   | |
| 皇姑區         | 明廉街道                      | 14日醫學觀察                            | 曾到過當地的入境人士         | 過去14日內                      | 2021年1月2日6時    | 2021年1月5日6時   | |
| 鐵西區         | 北二東路沈鐵興工佳園小區      | 14日醫學觀察                            | 曾到過當地的入境人士         | 過去14日內                      | 2021年1月2日6時    | 2021年1月5日6時   | |
| 和平區         | 藝園小區                      | 14日醫學觀察                            | 曾到過當地的入境人士         | 過去14日內                      | 2021年5月16日21時  | 2021年6月1日0時   | |
| 和平區         | 順天小區                      | 14日醫學觀察                            | 曾到過當地的入境人士         | 過去14日內                      | 2021年5月20日6時   | 2021年6月1日0時   | |
| 大東區         | 津橋街道榮樂社區              | 14日醫學觀察                            | 曾到過當地的入境人士         | 過去14日內                      | 2021年7月25日10時  | 2021年8月13日21時 | |
| 營口巿         |                               |                                         |                              |                                 |                    |                   | |
| 陳屯鎮、熊岳鎮 | 陳屯鎮、熊岳鎮                | 14日醫學觀察                            | 曾到過當地的入境人士         | 過去14日內                      | 2021年5月15日6時   | 2021年6月1日0時   | |
| 鮁魚圈區       | 紅海社區                      | 14日醫學觀察                            | 曾到過當地的入境人士         | 過去14日內                      | 2021年5月19日21時  | 2021年6月1日0時   | |

#### 山東省
| 地區           | 出入境措施                              | 適用人群               | 入境時間   | 開始日期           | 結束日期           | 備註 |
| 青島市         | 青島市                                  | 青島市                 | 青島市     | 青島市             | 青島市             | 青島市 |
| -------------- | --------------------------------------- | ---------------------- | ---------- | ------------------ | ------------------ | --- |
| 全市           | 14日醫學觀察                            | 曾到過當地的入境人士   | 過去14日內 | 2020年10月13日     | 2020年10月29日12時 | |
| 全市           | 自我健康管理(黃碼)                      | 曾到過當地的入境人士   | 過去14日內 | 2020年10月29日12時 | 2020年11月9日0時   | |
| 煙台市         |                                         |                        |            |                    |                    | |
| 經濟技術開發區 | 醫學觀察至離開當地後14天但最短不少於7天 | 曾到過當地的入境人士   | 過去14日內 | 2021年8月5日19時   | 2021年8月26日0時   | |
| 經濟技術開發區 | 自我健康管理(黃碼)                      | 曾到過當地的已入境人士 | 過去14日內 | 2021年8月5日19時   | 2021年8月26日0時   | 須接受自我健康管理至離開當地14天為止，期間須在開始措施的第 1、2、4、7、12 天接受最多5次的新冠病毒核酸檢測 |

#### 上海市
| 地區             | 出入境措施                              | 適用人群               | 入境時間   | 開始日期           | 結束日期           | 備註 |
| 浦東新區         | 浦東新區                                | 浦東新區               | 浦東新區   | 浦東新區           | 浦東新區           | 浦東新區 |
| ---------------- | --------------------------------------- | ---------------------- | ---------- | ------------------ | ------------------ | --- |
| 祝橋鎮           | 14日醫學觀察                            | 曾到過當地的入境人士   | 過去14日內 | 2020年11月10日12時 | 2020年12月16日18時 | 經浦東機場，或乘車途經祝橋鎮前往上海浦東機場來澳的人士，只要沒有在祝橋鎮進行活動，亦不視為曾去過祝橋鎮，來澳後健康碼仍為綠色，不需接受14日醫學觀察。                                                                                        |
| 祝橋鎮           | 醫學觀察至離開當地後14天但最短不少於7天 | 曾到過當地的入境人士   | 過去14日內 | 2021年8月21日15時  |                    | 不包括乘搭不在該區上客交通工具往返浦東國際機場的乘客。 |
| 祝橋鎮           | 自我健康管理(黃碼)                      | 曾到過當地的已入境人士 | 過去14日內 | 2021年8月21日15時  |                    | 不包括乘搭不在該區上客交通工具往返浦東國際機場的乘客。須接受自我健康管理至離開當地14天為止，期間須在開始措施的第 1、2、4、7、12 天接受最多5次的新冠病毒核酸檢測                                                                             |
| 周浦鎮           | 14日醫學觀察                            | 曾到過當地的入境人士   | 過去14日內 | 2020年11月22日     | 2020年12月16日18時 | |
| 張江鎮           | 14日醫學觀察                            | 曾到過當地的入境人士   | 過去14日內 | 2020年11月23日12時 | 2020年12月16日18時 | |
| 高東鎮           | 14日醫學觀察                            | 曾到過當地的入境人士   | 過去14日內 | 2021年2月6日0時    | 2021年2月20日0時   | |
| 川沙新鎮         | 醫學觀察至離開當地後14天但最短不少於7天 | 曾到過當地的入境人士   | 過去14日內 | 2021年8月5日19時   |                    | |
| 川沙新鎮         | 自我健康管理(黃碼)                      | 曾到過當地的已入境人士 | 過去14日內 | 2021年8月5日19時   |                    | 須接受自我健康管理至離開當地14天為止，期間須在開始措施的第 1、2、4、7、12 天接受最多5次的新冠病毒核酸檢測 |
| 東海鎮           | 醫學觀察至離開當地後14天但最短不少於7天 | 曾到過當地的入境人士   | 過去14日內 | 2021年8月20日23時  |                    | |
| 東海鎮           | 自我健康管理(黃碼)                      | 曾到過當地的已入境人士 | 過去14日內 | 2021年8月20日23時  |                    | 須接受自我健康管理至離開當地14天為止，期間須在開始措施的第 1、2、4、7、12 天接受最多5次的新冠病毒核酸檢測 |
| 黃浦區           |                                         |                        |            |                    |                    | |
| 昭通路居民區     | 14日醫學觀察                            | 曾到過當地的入境人士   | 過去14日內 | 2021年1月22日0時   | 2021年1月24日0時   | |
| 外灘街道轄區     | 14日醫學觀察                            | 曾到過當地的入境人士   | 過去14日內 | 2021年1月24日0時   | 2021年2月15日0時   | 外灘街道轄區劃分如下：東至黃浦江；南至新開河北路、人民路、淮海東路；西至西藏南路、延安東路、福建中路、福州路、湖北路、漢口路、福建中路；北至蘇州河。轄區當中包括南京路行人街。 包括昭通路居民區。乘坐車輛經過上述區域可不視為曾到過該區域。 |
| 南京東路街道轄區 | 14日醫學觀察                            | 曾到過當地的入境人士   | 過去14日內 | 2021年1月25日0時   | 2021年2月15日0時   | 包括貴西小區和中福世福匯大酒店。 |
| 寶山區           |                                         |                        |            |                    |                    | |
| 友誼路街道轄區   | 14日醫學觀察                            | 曾到過當地的入境人士   | 過去14日內 | 2021年1月24日0時   | 2021年2月15日0時   | |
| 松江區           |                                         |                        |            |                    |                    | |
| 永豐街道         | 醫學觀察至離開當地後14天但最短不少於7天 | 曾到過當地的入境人士   | 過去14日內 | 2021年8月18日21時  |                    | |
| 永豐街道         | 自我健康管理(黃碼)                      | 曾到過當地的已入境人士 | 過去14日內 | 2021年8月18日21時  |                    | 須接受自我健康管理至離開當地14天為止，期間須在開始措施的第 1、2、4、7、12 天接受最多5次的新冠病毒核酸檢測 |

#### 天津市
| 地區                                 | 出入境措施   | 適用人群             | 入境時間   | 開始日期           | 結束日期           | 備註     |
| 濱海新區                             | 濱海新區     | 濱海新區             | 濱海新區   | 濱海新區           | 濱海新區           | 濱海新區 |
| ------------------------------------ | ------------ | -------------------- | ---------- | ------------------ | ------------------ | -------- |
| 漢沽街、東疆港區、中心漁港冷鏈物流區 | 14日醫學觀察 | 曾到過當地的入境人士 | 過去14日內 | 2020年11月10日12時 | 2020年12月11日18時 |          |

#### 內蒙古自治區
| 地區           | 出入境措施                              | 適用人群               | 入境時間   | 開始日期          | 結束日期           | 備註 |
| 呼倫貝爾市     | 呼倫貝爾市                              | 呼倫貝爾市             | 呼倫貝爾市 | 呼倫貝爾市        | 呼倫貝爾市         | 呼倫貝爾市                                                                                                |
| -------------- | --------------------------------------- | ---------------------- | ---------- | ----------------- | ------------------ | --- |
| 滿洲里市       | 14日醫學觀察                            | 曾到過當地的入境人士   | 過去14日內 | 2020年11月23日    | 2020年12月28日18時 | |
| 扎賚諾爾區     | 14日醫學觀察                            | 曾到過當地的入境人士   | 過去14日內 | 2020年12月5日18時 | 2021年1月1日20時   | |
| 海拉爾區奮鬥鎮 | 醫學觀察至離開當地後14天但最短不少於7天 | 曾到過當地的入境人士   | 過去14日內 | 2021年8月9日20時  | 2021年8月26日0時   | |
| 海拉爾區奮鬥鎮 | 自我健康管理(黃碼)                      | 曾去過當地的已入境人士 | 過去14日內 | 2021年8月9日20時  | 2021年8月26日0時   | 須接受自我健康管理至離開當地14天為止，期間須在開始措施的第 1、2、4、7、12 天接受最多5次的新冠病毒核酸檢測 |

#### 四川省
| 地區   | 地區                | 出入境措施                              | 適用人群                     | 入境時間                        | 開始日期           | 結束日期          | 備註 |
| 成都市 | 成都市              | 成都市                                  | 成都市                       | 成都市                          | 成都市             | 成都市            | 成都市 |
| ------ | ------------------- | --------------------------------------- | ---------------------------- | ------------------------------- | ------------------ | ----------------- | --- |
| 全市   | 全市                | 自我健康管理(黃碼)                      | 曾去過當地的入境或已入境人士 | 7月17日或之後，離開當地不足14日 | 2021年7月29日      | 2021年8月13日21時 | 須接受自我健康管理至離開當地14天為止，期間須以相隔1、2、3、5天的間隔接受多次核酸檢測。                    |
| 郫都區 | 郫筒鎮（郫筒街道）  | 14日醫學觀察                            | 曾到過當地的入境人士         | 過去14日內                      | 2020年12月8日6時   | 2021年1月1日20時  | |
| 郫都區 | 唐昌鎮              | 14日醫學觀察                            | 曾到過當地的入境人士         | 過去14日內                      | 2020年12月9日21時  | 2021年1月1日20時  | |
| 郫都區 | 犀浦鎮（犀浦街道）  | 14日醫學觀察                            | 曾到過當地的入境人士         | 過去14日內                      | 2020年12月12日15時 | 2021年1月1日20時  | |
| 成華區 | 跳蹬河街道          | 14日醫學觀察                            | 曾到過當地的入境人士         | 過去14日內                      | 2020年12月9日12時  | 2021年1月1日20時  | |
| 青羊區 | 光華街道            | 醫學觀察                                | 曾到當地的入境人士           | 7月25日或之後，離開當地不足14日 | 2021年7月29日6時   | 2021年8月13日21時 | 離開當地不足14天的入境人士，須接受醫學觀察直至離開當地後14天為止。                                        |
| 青羊區 | 光華街道            | 自我健康管理(黃碼)                      | 曾到當地的己入境者           | 7月25日或之後，離開當地不足14日 | 2021年7月29日6時   | 2021年7月29日17時 | 須接受自我健康管理至離開當地14天為止，期間須以相隔1、2、3、5天的間隔接受多次核酸檢測。                    |
| 高新區 | 石羊街道            | 醫學觀察                                | 曾到當地的入境人士           | 7月25日或之後，離開當地不足14日 | 2021年7月29日6時   | 2021年8月13日21時 | 離開當地不足14天的入境人士，須接受醫學觀察直至離開當地後14天為止。                                        |
| 高新區 | 石羊街道            | 自我健康管理(黃碼)                      | 曾到當地的己入境者           | 7月25日或之後，離開當地不足14日 | 2021年7月29日6時   | 2021年7月29日17時 | 須接受自我健康管理至離開當地14天為止，期間須以相隔1、2、3、5天的間隔接受多次核酸檢測。                    |
| 綿陽市 |                     |                                         |                              |                                 |                    |                   | |
| 涪城區 | 吳家鎮惠科路1號廠區 | 14日醫學觀察                            | 曾到過當地的入境人士         | 過去14日內                      | 2021年7月25日10時  | 2021年8月13日21時 | |
| 宜賓市 |                     |                                         |                              |                                 |                    |                   | |
| 南溪區 | 南溪街道            | 醫學觀察至離開當地後14天但最短不少於7天 | 曾到當地的入境人士           | 7月25日或之後，離開當地不足14日 | 2021年7月30日20時  | 2021年8月13日21時 | |
| 瀘州市 |                     |                                         |                              |                                 |                    |                   | |
| 江陽區 | 黃艤鎮              | 醫學觀察至離開當地後14天但最短不少於7天 | 曾到當地的入境人士           | 過去14日內                      | 2021年8月1日21時   | 2021年8月16日0時  | |
| 江陽區 | 黃艤鎮              | 自我健康管理(黃碼)                      | 曾去過當地的已入境人士       | 過去14日內                      | 2021年8月1日21時   | 2021年8月16日0時  | 須接受自我健康管理至離開當地14天為止，期間須在開始措施的第 1、2、4、7、12 天接受最多5次的新冠病毒核酸檢測 |

#### 黑龍江省
| 地區               | 地區               | 出入境措施   | 適用人群             | 入境時間   | 開始日期           | 結束日期          | 備註     |
| 牡丹江市           | 牡丹江市           | 牡丹江市     | 牡丹江市             | 牡丹江市   | 牡丹江市           | 牡丹江市          | 牡丹江市 |
| ------------------ | ------------------ | ------------ | -------------------- | ---------- | ------------------ | ----------------- | -------- |
| 綏芬河市           | 綏芬河鎮           | 14日醫學觀察 | 曾到過當地的入境人士 | 過去14日內 | 2020年12月11日12時 | 2020年12月14日0時 |          |
| 綏芬河市           | 全市               | 14日醫學觀察 | 曾到過當地的入境人士 | 過去14日內 | 2020年12月14日0時  | 2021年1月4日18時  |          |
| 東寧市             | 東寧鎮             | 14日醫學觀察 | 曾到過當地的入境人士 | 過去14日內 | 2020年12月11日12時 | 2021年1月4日18時  |          |
| 黑河市             |                    |              |                      |            |                    |                   |          |
| 愛輝區             | 愛輝區             | 14日醫學觀察 | 曾到過當地的入境人士 | 過去14日內 | 2020年12月31日12時 | 2021年1月29日0時  |          |
| 綏化市             |                    |              |                      |            |                    |                   |          |
| 全市               | 全市               | 14日醫學觀察 | 曾到過當地的入境人士 | 過去14日內 | 2021年1月12日12時  | 2021年2月23日0時  |          |
| 齊齊哈爾市         |                    |              |                      |            |                    |                   |          |
| 昂昂溪區           | 昂昂溪區           | 14日醫學觀察 | 曾到過當地的入境人士 | 過去14日內 | 2021年1月14日零時  | 2021年2月15日0時  |          |
| 哈爾濱市           |                    |              |                      |            |                    |                   |          |
| 香坊區             | 香坊區             | 14日醫學觀察 | 曾到過當地的入境人士 | 過去14日內 | 2021年1月16日0時   | 2021年2月17日12時 |          |
| 道里區             | 道里區             | 14日醫學觀察 | 曾到過當地的入境人士 | 過去14日內 | 2021年1月23日12時  | 2021年2月17日12時 |          |
| 利民開發區、呼蘭區 | 利民開發區、呼蘭區 | 14日醫學觀察 | 曾到過當地的入境人士 | 過去14日內 | 2021年1月23日12時  | 2021年2月19日0時  |          |
| 道外區             | 道外區             | 14日醫學觀察 | 曾到過當地的入境人士 | 過去14日內 | 2021年1月28日0時   | 2021年2月17日12時 |          |
| 南崗區             | 南崗區             | 14日醫學觀察 | 曾到過當地的入境人士 | 過去14日內 | 2021年1月31日0時   | 2021年2月17日12時 |          |
| 大慶市             |                    |              |                      |            |                    |                   |          |
| 龍鳳區             | 龍鳳區             | 14日醫學觀察 | 曾到過當地的入境人士 | 過去14日內 | 2021年1月19日0時   | 2021年2月9日0時   |          |

#### 河北省
| 地區     | 地區                   | 出入境措施   | 適用人群             | 入境時間   | 開始日期         | 結束日期          | 備註     |
| 石家莊市 | 石家莊市               | 石家莊市     | 石家莊市             | 石家莊市   | 石家莊市         | 石家莊市          | 石家莊市 |
| -------- | ---------------------- | ------------ | -------------------- | ---------- | ---------------- | ----------------- | -------- |
| 藁城區   | 增村鎮                 | 14日醫學觀察 | 曾到過當地的入境人士 | 過去14日內 | 2021年1月5日12時 | 2021年1月6日9時   |          |
| 全市     | 全市                   | 14日醫學觀察 | 曾到過當地的入境人士 | 過去14日內 | 2021年1月6日9時  | 2021年2月23日0時  |          |
| 邢台市   |                        |              |                      |            |                  |                   |          |
| 南宮市   | 鳳崗街道               | 14日醫學觀察 | 曾到過當地的入境人士 | 過去14日內 | 2021年1月5日12時 | 2021年1月9日12時  |          |
| 南宮市   | 全市                   | 14日醫學觀察 | 曾到過當地的入境人士 | 過去14日內 | 2021年1月9日12時 | 2021年2月17日12時 |          |
| 隆堯縣   | 隆堯縣                 | 14日醫學觀察 | 曾到過當地的入境人士 | 過去14日內 | 2021年1月19日0時 | 2021年2月11日0時  |          |
| 廊坊市   |                        |              |                      |            |                  |                   |          |
| 固安縣   | 固安縣                 | 14日醫學觀察 | 曾到過當地的入境人士 | 過去14日內 | 2021年1月13日0時 | 2021年2月9日0時   |          |
| 保定市   |                        |              |                      |            |                  |                   |          |
| 定州市   | 西城區龐白土新民居北區 | 14日醫學觀察 | 曾到過當地的入境人士 | 過去14日內 | 2021年1月29日0時 | 2021年2月17日12時 |          |

#### 吉林省
| 地區               | 出入境措施   | 適用人群             | 入境時間   | 開始日期          | 結束日期          | 備註   |
| 通化市             | 通化市       | 通化市               | 通化市     | 通化市            | 通化市            | 通化市 |
| ------------------ | ------------ | -------------------- | ---------- | ----------------- | ----------------- | ------ |
| 全市               | 14日醫學觀察 | 曾到過當地的入境人士 | 過去14日內 | 2021年1月18日0時  | 2021年2月22日0時  |        |
| 長春市             |              |                      |            |                   |                   |        |
| 公主嶺市范家屯鎮   | 14日醫學觀察 | 曾到過當地的入境人士 | 過去14日內 | 2021年1月18日0時  | 2021年2月17日12時 |        |
| 二道區、綠園區     | 14日醫學觀察 | 曾到過當地的入境人士 | 過去14日內 | 2021年1月19日12時 | 2021年2月9日0時   |        |
| 松原市             |              |                      |            |                   |                   |        |
| 松原經濟技術開發區 | 14日醫學觀察 | 曾到過當地的入境人士 | 過去14日內 | 2021年1月22日0時  | 2021年2月11日0時  |        |
| 寧江區             | 14日醫學觀察 | 曾到過當地的入境人士 | 過去14日內 | 2021年1月25日0時  | 2021年2月11日0時  |        |

#### 雲南省
| 地區                 | 出入境措施           | 適用人群             | 入境時間             | 開始日期             | 結束日期             | 備註                 |
| 德宏傣族景頗族自治州 | 德宏傣族景頗族自治州 | 德宏傣族景頗族自治州 | 德宏傣族景頗族自治州 | 德宏傣族景頗族自治州 | 德宏傣族景頗族自治州 | 德宏傣族景頗族自治州 |
| -------------------- | -------------------- | -------------------- | -------------------- | -------------------- | -------------------- | -------------------- |
| 瑞麗市               | 14日醫學觀察         | 曾到過當地的入境人士 | 過去14日內           | 2021年4月2日12時     | 2021年5月5日12時     |                      |
| 瑞麗市               | 14日醫學觀察         | 曾到過當地的入境人士 | 過去14日內           | 2021年7月5日12時     |                      |                      |
| 隴川縣               | 14日醫學觀察         | 曾到過當地的入境人士 | 過去14日內           | 2021年7月19日20時    | 2021年8月23日0時     |                      |

#### 安徽省
| 地區         | 出入境措施   | 適用人群             | 入境時間   | 開始日期          | 結束日期         | 備註   |
| 六安市       | 六安市       | 六安市               | 六安市     | 六安市            | 六安市           | 六安市 |
| ------------ | ------------ | -------------------- | ---------- | ----------------- | ---------------- | ------ |
| 金安區       | 14日醫學觀察 | 曾到過當地的入境人士 | 過去14日內 | 2021年5月14日21時 | 2021年6月1日0時  |        |
| 裕安區       | 14日醫學觀察 | 曾到過當地的入境人士 | 過去14日內 | 2021年5月14日21時 | 2021年6月8日21時 |        |
| 合肥市       |              |                      |            |                   |                  |        |
| 肥西縣上派鎮 | 14日醫學觀察 | 曾到過當地的入境人士 | 過去14日內 | 2021年5月15日6時  | 2021年6月1日0時  |        |

#### 浙江省
| 地區           | 出入境措施                                 | 適用人群                 | 入境時間   | 開始日期         | 結束日期          | 備註   |
| 溫州市         | 溫州市                                     | 溫州市                   | 溫州市     | 溫州市           | 溫州市            | 溫州市 |
| -------------- | ------------------------------------------ | ------------------------ | ---------- | ---------------- | ----------------- | ------ |
| 全市(來澳航班) | 出示72小時有效病毒核酸檢測結果為陰性的證明 | 所有乘搭該來澳航班的人士 |            | 2021年6月13日0時 | 2021年6月25日18時 |        |
| 平陽縣萬全鎮   | 14日醫學觀察                               | 曾到過當地的入境人士     | 過去14日內 | 2021年6月13日0時 | 2021年6月25日18時 |        |

#### 江蘇省
| 地區             | 地區                                 | 出入境措施                              | 適用人群                                | 入境時間                                        | 開始日期          | 結束日期          | 備註 |
| 南京市           | 南京市                               | 南京市                                  | 南京市                                  | 南京市                                          | 南京市            | 南京市            | 南京市 |
| ---------------- | ------------------------------------ | --------------------------------------- | --------------------------------------- | ----------------------------------------------- | ----------------- | ----------------- | --- |
| 全市             | 全市                                 | 自我健康管理(黃碼)                      | 曾到過當地的已入境人士                  | 過去14日內                                      | 2021年7月29日     | 2021年8月26日0時  | 須接受自我健康管理至離開當地14天為止，期間須以相隔1、2、3、5天的間隔接受多次核酸檢測。                    |
| 全市             | 全市                                 | 醫學觀察至離開當地後14天但最短不少於7天 | 曾到過當地的入境人士                    | 過去14日內                                      | 2021年7月29日19時 | 2021年8月26日0時  | |
| 南京祿口國際機場 | 南京祿口國際機場                     | 14日醫學觀察                            | 入境人士                                | 7月14日或之後曾在該當地逗留並在7月21日6時後入境 | 2021年7月21日6時  | 2021年7月25日6時  | |
| 南京祿口國際機場 | 南京祿口國際機場                     | 14日醫學觀察                            | 曾到過當地的入境人士                    | 過去14日內                                      | 2021年7月25日6時  | 2021年7月29日19時 | |
| 南京祿口國際機場 | 南京祿口國際機場                     | 14日醫學觀察                            | 7月14日或之後曾在該機場逗留且已入境人士 | 7月14日或之後，離開當地不足14日                 | 2021年7月26日18時 | 2021年7月29日19時 | |
| 南京祿口國際機場 | 南京祿口國際機場                     | 自我健康管理(黃碼)                      | 7月14日或之後曾在該機場逗留且已入境人士 | 7月14日或之後，離開當地不足14日                 | 2021年7月21日6時  | 2021年7月26日18時 | |
| 江寧區           | 祿口街道謝村社區、白雲路社區、石墊村 | 14日醫學觀察                            | 過去14日曾到過當地的入境人士            | 過去14日內                                      | 2021年7月21日14時 | 2021年7月22日9時  | |
| 江寧區           | 祿口街道                             | 14日醫學觀察                            | 過去14日曾到過當地的入境人士            | 過去14日內                                      | 2021年7月22日9時  | 2021年7月25日15時 | |
| 江寧區           | 秣陵街道殷巷社區                     | 14日醫學觀察                            | 過去14日曾到過當地的入境人士            | 過去14日內                                      | 2021年7月23日21時 | 2021年7月25日15時 | |
| 江寧區           | 湖熟街道周崗社區                     | 14日醫學觀察                            | 過去14日曾到過當地的入境人士            | 過去14日內                                      | 2021年7月23日21時 | 2021年7月25日15時 | |
| 江寧區           | 湖熟街道莊上自然村                   | 14日醫學觀察                            | 過去14日曾到過當地的入境人士            | 過去14日內                                      | 2021年7月25日10時 | 2021年7月25日15時 | |
| 江寧區           | 全區                                 | 14日醫學觀察                            | 過去14日曾到過當地的入境人士            | 過去14日內                                      | 2021年7月25日15時 | 2021年7月29日19時 | |
| 溧水區           | 石湫街道九塘行政村                   | 14日醫學觀察                            | 過去14日曾到過當地的入境人士            | 過去14日內                                      | 2021年7月21日14時 | 2021年7月29日19時 | |
| 溧水區           | 永陽街道                             | 14日醫學觀察                            | 過去14日曾到過當地的入境人士            | 過去14日內                                      | 2021年7月25日15時 | 2021年7月29日19時 | |
| 溧水區           | 柘塘街道、石湫街道、溧水經濟開發區   | 14日醫學觀察                            | 過去14日曾到過當地的入境人士            | 過去14日內                                      | 2021年7月28日18時 | 2021年7月29日19時 | |
| 高淳區           | 椏溪街道                             | 14日醫學觀察                            | 過去14日曾到過當地的入境人士            | 過去14日內                                      | 2021年7月25日15時 | 2021年7月29日19時 | |
| 建鄴區           | 南苑街道                             | 14日醫學觀察                            | 過去14日曾到過當地的入境人士            | 過去14日內                                      | 2021年7月25日15時 | 2021年7月29日19時 | |
| 秦淮區           | 瑞金路街道                           | 14日醫學觀察                            | 過去14日曾到過當地的入境人士            | 過去14日內                                      | 2021年7月28日18時 | 2021年7月29日19時 | |
| 玄武區           | 孝陵衛街道                           | 14日醫學觀察                            | 過去14日曾到過當地的入境人士            | 過去14日內                                      | 2021年7月28日18時 | 2021年7月29日19時 | |
| 棲霞區           | 邁皋橋街道                           | 14日醫學觀察                            | 過去14日曾到過當地的入境人士            | 過去14日內                                      | 2021年7月28日18時 | 2021年7月29日19時 | |
| 鼓樓區           | 挹江門街道                           | 14日醫學觀察                            | 過去14日曾到過當地的入境人士            | 過去14日內                                      | 2021年7月28日18時 | 2021年7月29日19時 | |
| 宿遷市           |                                      |                                         |                                         |                                                 |                   |                   | |
| 泗陽縣           | 眾興街道西湖社區                     | 14日醫學觀察                            | 曾到過當地的入境人士                    | 過去14日內                                      | 2021年7月28日18時 | 2021年8月21日0時  | |
| 宿豫區           | 陸集街道                             | 醫學觀察至離開當地後14天但最短不少於7天 | 曾到當地的入境人士                      | 過去14日內                                      | 2021年8月1日21時  | 2021年8月21日0時  | |
| 宿豫區           | 陸集街道                             | 自我健康管理(黃碼)                      | 曾去過當地的已入境人士                  | 過去14日內                                      | 2021年8月1日21時  | 2021年8月21日0時  | 須接受自我健康管理至離開當地14天為止，期間須在開始措施的第 1、2、4、7、12 天接受最多5次的新冠病毒核酸檢測 |
| 揚州市           |                                      |                                         |                                         |                                                 |                   |                   | |
| 全市             | 全市                                 | 醫學觀察至離開當地後14天但最短不少於7天 | 曾到過當地的入境人士                    | 過去14日內                                      | 2021年8月1日2時   |                   | |
| 邗江區           | 雙橋街道                             | 醫學觀察至離開當地後14天但最短不少於7天 | 曾到過當地的入境人士                    | 7月25日或之後，離開當地不足14日                 | 2021年7月31日0時  | 2021年8月1日2時   | |
| 淮安市           |                                      |                                         |                                         |                                                 |                   |                   | |
| 洪澤區           | 高良澗街道                           | 醫學觀察至離開當地後14天但最短不少於7天 | 曾到過當地的入境人士                    | 過去14日內                                      | 2021年7月31日18時 | 2021年8月23日0時  | |
| 盱眙縣           | 盱眙縣                               | 醫學觀察至離開當地後14天但最短不少於7天 | 曾到當地的入境人士                      | 過去14日內                                      | 2021年8月1日21時  | 2021年8月21日0時  | |
| 盱眙縣           | 盱眙縣                               | 自我健康管理(黃碼)                      | 曾去過當地的已入境人士                  | 過去14日內                                      | 2021年8月1日21時  | 2021年8月21日0時  | 須接受自我健康管理至離開當地14天為止，期間須在開始措施的第 1、2、4、7、12 天接受最多5次的新冠病毒核酸檢測 |

#### 湖南省
| 地區                 | 出入境措施                              | 適用人群               | 入境時間                        | 開始日期          | 結束日期         | 備註 |
| 張家界市             | 張家界市                                | 張家界市               | 張家界市                        | 張家界市          | 張家界市         | 張家界市 |
| -------------------- | --------------------------------------- | ---------------------- | ------------------------------- | ----------------- | ---------------- | --- |
| 全市                 | 自我健康管理(黃碼)                      | 曾到當地的已入境人士   | 7月17日或之後，離開當地不足14日 | 2021年7月28日     | 2021年7月29日    | 於7月17日或之後曾經到當地的已入境人士，須在澳門健康碼上14天旅居史主動申報，並接受自我健康管理直至離開當地14天為止。期間須以相隔1、2、3、5天的間隔接受多次核酸檢測。 |
| 全市                 | 醫學觀察至離開當地後14天                | 曾到當地的已入境人士   | 7月17日或之後，離開當地不足14日 | 2021年7月29日     | 2021年9月3日0時  | |
| 全市                 | 醫學觀察至離開當地後14天                | 曾到當地的入境人士     | 7月17日或之後，離開當地不足14日 | 2021年7月29日0時  | 2021年9月3日0時  | 所有在7月17日或之後曾經到當地的入境人士，須接受醫學觀察直至離開當地後14天為止。                                                                                     |
| 常德市               |                                         |                        |                                 |                   |                  | |
| 全市                 | 自我健康管理(黃碼)                      | 曾到當地的已入境人士   | 7月17日或之後，離開當地不足14日 | 2021年7月29日19時 | 2021年8月21日0時 | |
| 全市                 | 醫學觀察至離開當地後14天但最短不少於7天 | 曾到當地的入境人士     | 7月17日或之後，離開當地不足14日 | 2021年7月29日19時 | 2021年8月21日0時 | |
| 株洲市               |                                         |                        |                                 |                   |                  | |
| 雲龍示範區學林街道   | 醫學觀察至離開當地後14天但最短不少於7天 | 曾到當地的入境人士     | 7月25日或之後，離開當地不足14日 | 2021年7月31日0時  | 2021年8月23日0時 | |
| 石峰區、荷塘區       | 醫學觀察至離開當地後14天但最短不少於7天 | 曾到當地的入境人士     | 過去14日內                      | 2021年8月5日19時  | 2021年8月23日0時 | |
| 石峰區、荷塘區       | 自我健康管理(黃碼)                      | 曾去過當地的已入境人士 | 過去14日內                      | 2021年8月5日19時  | 2021年8月23日0時 | 須接受自我健康管理至離開當地14天為止，期間須在開始措施的第 1、2、4、7、12 天接受最多5次的新冠病毒核酸檢測                                                           |
| 湘西土家族苗族自治州 |                                         |                        |                                 |                   |                  | |
| 古丈縣默戎鎮墨戎苗寨 | 醫學觀察至離開當地後14天但最短不少於7天 | 曾到當地的入境人士     | 過去14日內                      | 2021年7月31日18時 | 2021年8月23日0時 | |
| 吉首市峒河街道       | 醫學觀察至離開當地後14天但最短不少於7天 | 曾到當地的入境人士     | 過去14日內                      | 2021年7月31日18時 | 2021年8月23日0時 | |
| 長沙市               |                                         |                        |                                 |                   |                  | |
| 天心區赤嶺路街道     | 醫學觀察至離開當地後14天但最短不少於7天 | 曾到當地的入境人士     | 過去14日內                      | 2021年7月31日18時 | 2021年8月21日0時 | |
| 寧鄉市               |                                         |                        |                                 |                   |                  | |
| 城郊街道             | 醫學觀察至離開當地後14天但最短不少於7天 | 曾到當地的入境人士     | 過去14日內                      | 2021年7月31日18時 | 2021年8月21日0時 | |
| 湘潭市               |                                         |                        |                                 |                   |                  | |
| 雨湖區雲塘街道       | 醫學觀察至離開當地後14天但最短不少於7天 | 曾到當地的入境人士     | 過去14日內                      | 2021年8月1日21時  | 2021年8月21日0時 | |
| 雨湖區雲塘街道       | 自我健康管理(黃碼)                      | 曾去過當地的已入境人士 | 過去14日內                      | 2021年8月1日21時  | 2021年8月21日0時 | 須接受自我健康管理至離開當地14天為止，期間須在開始措施的第 1、2、4、7、12 天接受最多5次的新冠病毒核酸檢測                                                           |
| 益陽市               |                                         |                        |                                 |                   |                  | |
| 赫山區赫山街道       | 醫學觀察至離開當地後14天但最短不少於7天 | 曾到當地的入境人士     | 過去14日內                      | 2021年8月1日21時  | 2021年8月21日0時 | |
| 赫山區赫山街道       | 自我健康管理(黃碼)                      | 曾去過當地的已入境人士 | 過去14日內                      | 2021年8月1日21時  | 2021年8月21日0時 | 須接受自我健康管理至離開當地14天為止，期間須在開始措施的第 1、2、4、7、12 天接受最多5次的新冠病毒核酸檢測                                                           |

#### 重慶巿
| 地區     | 出入境措施                              | 適用人群           | 入境時間                        | 開始日期         | 結束日期          | 備註   |
| 江津區   | 江津區                                  | 江津區             | 江津區                          | 江津區           | 江津區            | 江津區 |
| -------- | --------------------------------------- | ------------------ | ------------------------------- | ---------------- | ----------------- | ------ |
| 雙福街道 | 醫學觀察至離開當地後14天但最短不少於7天 | 曾到當地的入境人士 | 7月24日或之後，離開當地不足14日 | 2021年7月31日0時 | 2021年8月13日21時 |        |

#### 福建省
| 地區           | 出入境措施                              | 適用人群                     | 入境時間                        | 開始日期          | 結束日期          | 備註 |
| 廈門市         | 廈門市                                  | 廈門市                       | 廈門市                          | 廈門市            | 廈門市            | 廈門市 |
| -------------- | --------------------------------------- | ---------------------------- | ------------------------------- | ----------------- | ----------------- | --- |
| 全市           | 自我健康管理(黃碼)                      | 曾去過當地的入境或已入境人士 | 7月25日或之後，離開當地不足14日 | 2021年7月31日10時 | 2021年8月13日21時 | 須接受自我健康管理至離開當地14天為止，期間須在開始措施的第 1、2、4、7、12 天接受最多5次的新冠病毒核酸檢測 |
| 思明區蓮前街道 | 醫學觀察至離開當地後14天但最短不少於7天 | 曾到當地的入境人士           | 7月25日或之後，離開當地不足14日 | 2021年7月31日0時  | 2021年8月13日21時 | |

#### 河南省
| 地區                         | 出入境措施                              | 適用人群                     | 入境時間   | 開始日期          | 結束日期          | 備註 |
| 鄭州市                       | 鄭州市                                  | 鄭州市                       | 鄭州市     | 鄭州市            | 鄭州市            | 鄭州市 |
| ---------------------------- | --------------------------------------- | ---------------------------- | ---------- | ----------------- | ----------------- | --- |
| 全市                         | 自我健康管理(黃碼)                      | 曾去過當地的入境或已入境人士 | 過去14日內 | 2021年8月1日2時   | 2021年9月5日0時   | 須接受自我健康管理至離開當地14天為止，期間須在開始措施的第 1、2、4、7、12 天接受最多5次的新冠病毒核酸檢測 |
| 全市                         | 醫學觀察至離開當地後14天但最短不少於7天 | 曾到當地的入境人士           | 過去14日內 | 2021年8月2日2時   | 2021年9月5日0時   | |
| 二七區京廣路街道、長江路街道 | 醫學觀察至離開當地後14天但最短不少於7天 | 曾到當地的入境人士           | 過去14日內 | 2021年7月31日18時 | 2021年8月2日2時   | |
| 鄭州市第六人民醫院           | 醫學觀察至離開當地後14天但最短不少於7天 | 曾到當地的入境人士           | 過去14日內 | 2021年8月1日2時   | 2021年8月2日2時   | |
| 商丘市                       |                                         |                              |            |                   |                   | |
| 梁園區                       | 醫學觀察至離開當地後14天但最短不少於7天 | 曾到當地的入境人士           | 過去14日內 | 2021年8月1日21時  | 2021年8月14日21時 | |
| 梁園區                       | 自我健康管理(黃碼)                      | 曾去過當地的已入境人士       | 過去14日內 | 2021年8月1日21時  | 2021年8月14日21時 | 須接受自我健康管理至離開當地14天為止，期間須在開始措施的第 1、2、4、7、12 天接受最多5次的新冠病毒核酸檢測 |
| 睢陽區                       | 醫學觀察至離開當地後14天但最短不少於7天 | 曾到當地的入境人士           | 過去14日內 | 2021年8月1日21時  | 2021年8月14日21時 | |
| 睢陽區                       | 自我健康管理(黃碼)                      | 曾去過當地的已入境人士       | 過去14日內 | 2021年8月1日21時  | 2021年8月14日21時 | 須接受自我健康管理至離開當地14天為止，期間須在開始措施的第 1、2、4、7、12 天接受最多5次的新冠病毒核酸檢測 |
| 城鄉一體化示範區             | 醫學觀察至離開當地後14天但最短不少於7天 | 曾到當地的入境人士           | 過去14日內 | 2021年8月1日21時  | 2021年8月14日21時 | |
| 城鄉一體化示範區             | 自我健康管理(黃碼)                      | 曾去過當地的已入境人士       | 過去14日內 | 2021年8月1日21時  | 2021年8月14日21時 | 須接受自我健康管理至離開當地14天為止，期間須在開始措施的第 1、2、4、7、12 天接受最多5次的新冠病毒核酸檢測 |
| 全市                         | 醫學觀察至離開當地後14天但最短不少於7天 | 曾到當地的入境人士           | 過去14日內 | 2021年8月14日21時 |                   | |
| 全市                         | 自我健康管理(黃碼)                      | 曾去過當地的已入境人士       | 過去14日內 | 2021年8月14日21時 |                   | 須接受自我健康管理至離開當地14天為止，期間須在開始措施的第 1、2、4、7、12 天接受最多5次的新冠病毒核酸檢測 |
| 駐馬店市                     |                                         |                              |            |                   |                   | |
| 遂平縣灈陽街道               | 醫學觀察至離開當地後14天但最短不少於7天 | 曾到過當地的入境人士         | 過去14日內 | 2021年8月5日19時  | 2021年8月24日0時  | |
| 遂平縣灈陽街道               | 自我健康管理(黃碼)                      | 曾到過當地的已入境人士       | 過去14日內 | 2021年8月5日19時  | 2021年8月24日0時  | 須接受自我健康管理至離開當地14天為止，期間須在開始措施的第 1、2、4、7、12 天接受最多5次的新冠病毒核酸檢測 |
| 西平縣柏城街道               | 醫學觀察至離開當地後14天但最短不少於7天 | 曾到過當地的入境人士         | 過去14日內 | 2021年8月5日19時  | 2021年8月24日0時  | |
| 西平縣柏城街道               | 自我健康管理(黃碼)                      | 曾到過當地的已入境人士       | 過去14日內 | 2021年8月5日19時  | 2021年8月24日0時  | 須接受自我健康管理至離開當地14天為止，期間須在開始措施的第 1、2、4、7、12 天接受最多5次的新冠病毒核酸檢測 |
| 正陽縣                       | 醫學觀察至離開當地後14天但最短不少於7天 | 曾到過當地的入境人士         | 過去14日內 | 2021年8月13日0時  | 2021年9月3日0時   | |
| 正陽縣                       | 自我健康管理(黃碼)                      | 曾到過當地的已入境人士       | 過去14日內 | 2021年8月13日0時  | 2021年9月3日0時   | 須接受自我健康管理至離開當地14天為止，期間須在開始措施的第 1、2、4、7、12 天接受最多5次的新冠病毒核酸檢測 |
| 開封市                       |                                         |                              |            |                   |                   | |
| 尉氏縣莊頭鎮                 | 醫學觀察至離開當地後14天但最短不少於7天 | 曾到過當地的入境人士         | 過去14日內 | 2021年8月9日20時  | 2021年9月5日0時   | |
| 尉氏縣莊頭鎮                 | 自我健康管理(黃碼)                      | 曾到過當地的已入境人士       | 過去14日內 | 2021年8月9日20時  | 2021年9月5日0時   | 須接受自我健康管理至離開當地14天為止，期間須在開始措施的第 1、2、4、7、12 天接受最多5次的新冠病毒核酸檢測 |
| 許昌市                       |                                         |                              |            |                   |                   | |
| 東城區                       | 醫學觀察至離開當地後14天但最短不少於7天 | 曾到過當地的入境人士         | 過去14日內 | 2021年8月14日21時 | 2021年8月21日0時  | |
| 東城區                       | 自我健康管理(黃碼)                      | 曾到過當地的已入境人士       | 過去14日內 | 2021年8月14日21時 | 2021年8月21日0時  | 須接受自我健康管理至離開當地14天為止，期間須在開始措施的第 1、2、4、7、12 天接受最多5次的新冠病毒核酸檢測 |

#### 海南省
| 地區             | 出入境措施                              | 適用人群                     | 入境時間   | 開始日期         | 結束日期         | 備註 |
| 海口市           | 海口市                                  | 海口市                       | 海口市     | 海口市           | 海口市           | 海口市 |
| ---------------- | --------------------------------------- | ---------------------------- | ---------- | ---------------- | ---------------- | --- |
| 龍華區           | 自我健康管理(黃碼)                      | 曾去過當地的入境或已入境人士 | 過去14日內 | 2021年8月2日19時 | 2021年8月16日0時 | 須接受自我健康管理至離開當地14天為止，期間須在開始措施的第 1、2、4、7、12 天接受最多5次的新冠病毒核酸檢測 |
| 龍華區           | 醫學觀察至離開當地後14天但最短不少於7天 | 曾到當地的入境人士           | 過去14日內 | 2021年8月2日19時 | 2021年8月16日0時 | |
| 高新區雲龍產業園 | 自我健康管理(黃碼)                      | 曾去過當地的入境或已入境人士 | 過去14日內 | 2021年8月9日20時 | 2021年8月26日0時 | 須接受自我健康管理至離開當地14天為止，期間須在開始措施的第 1、2、4、7、12 天接受最多5次的新冠病毒核酸檢測 |
| 高新區雲龍產業園 | 醫學觀察至離開當地後14天但最短不少於7天 | 曾到當地的入境人士           | 過去14日內 | 2021年8月9日20時 | 2021年8月26日0時 | |
| 瓊山區雲龍鎮     | 自我健康管理(黃碼)                      | 曾去過當地的入境或已入境人士 | 過去14日內 | 2021年8月9日20時 | 2021年8月21日0時 | 須接受自我健康管理至離開當地14天為止，期間須在開始措施的第 1、2、4、7、12 天接受最多5次的新冠病毒核酸檢測 |
| 瓊山區雲龍鎮     | 醫學觀察至離開當地後14天但最短不少於7天 | 曾到當地的入境人士           | 過去14日內 | 2021年8月9日20時 | 2021年8月21日0時 | |

## 外部連結
- 澳門特別行政區政府新型冠狀病毒感染應變協調中心疫情專頁（页面存档备份，存于） - 疾病預防控制中心 (澳門)